# Planowane załogowe loty kosmiczne
Planowane załogowe loty kosmiczne. Zaplanowane daty startów często ulegają zmianom, na ogół są opóźniane, a niekiedy misje mogą być z różnych powodów anulowane. Tym bardziej w załogowych lotach kosmicznych nawet najbliższe plany wiążą się z dużą niepewnością jeśli idzie o terminy. Zatem wszystkie podane niżej planowane daty trzeba traktować jako przybliżone i interpretować je w znaczeniu „nie wcześniej niż...”.
Wszystkie daty są podane w uniwersalnym czasie koordynowanym (UTC). Przy każdym nazwisku podano w nawiasie liczbę wszystkich misji astronauty, łącznie z tą planowaną, a także jego status. Przyjęto, że skoro najczęściej astronauci są pracownikami rządowych lub ponadpaństwowych agencji kosmicznych, wówczas nie jest wprowadzana żadna adnotacja. W przypadku, gdy astronauta jest zatrudniony przez instytucję komercyjną, dla której wykonuje zawodowo swoje obowiązki, wprowadzana jest adnotacja "komercyjny", natomiast jeśli misja jest finansowana z funduszy prywatnych – własnych lub sponsorów (jak np. media), wprowadzana jest adnotacja "prywatny". Następująca potem adnotacja „dowódca” oznacza dowódców misji, a w przypadku dowódców stałych załóg ISS (tzw. ekspedycji) dodawana jest jeszcze adnotacja „dowódca Ekspedycji” z podaniem jej numeru. W przypadku stałych załóg CSS, dopóki tworzą je załogi pojedynczych statków Shenzhou, dowódcą stacji zawsze jest dowódca statku, który dostarczył tę załogę.

## Do 2027
| Statek, misja                             | Operator                 | Data (od – do)                    | Załoga                                                                                       | Opis |
| ----------------------------------------- | ------------------------ | --------------------------------- | -------------------------------------------------------------------------------------------- | --- |
| Shenzhou 21                               | CNSA                     | październik 2025 − kwiecień 2026  | ? – dowódca ?                                                                                | Dostarczenie nowej stałej załogi do Chińskiej Stacji Kosmicznej (CSS). Chiny ujawniają składy załóg dopiero kilkadziesiąt godzin przed startem.                                                                         |
| Sojuz MS-28                               | Roskosmos                | 27 listopada 2025 − czerwiec 2026 | Siergiej Kudź-Swierczkow (2) – dowódca Siergiej Mikajew (1) Christopher Williams (1)         | Dostarczenie nowej stałej załogi do rosyjskiej części ISS. |
| 2026                                      |                          |                                   |                                                                                              | |
| Crew Dragon Crew-12                       | SpaceX (dla NASA)        | marzec − sierpień 2026            | Jack Hathaway (1) – dowódca Jessica Meir (2) Sophie Adenot (1) Oleg Artiemjew (4)            | Dostarczenie nowej stałej załogi do amerykańskiej części ISS. |
| Shenzhou 22                               | CNSA                     | kwiecień − październik 2026       | ? – dowódca ?                                                                                | Dostarczenie nowej stałej załogi do Chińskiej Stacji Kosmicznej (CSS). |
| Orion Artemis II                          | NASA                     | kwiecień 2026                     | Gregory Wiseman (2) – dowódca Victor Glover (2) – pilot Christina Koch (2) Jeremy Hansen (1) | Pierwsza załogowa misja programu Artemis z zadaniem lotu na orbitę okołoksiężycową, bez lądowania na Księżycu. Czas trwania misji ok. 10 dni.                                                                           |
| Crew Dragon Vast-1                        | SpaceX (dla Vast Space)  | maj 2026                          | ?, ?                                                                                         | Pierwszy z czterech lotów załogowych do komercyjnej stacji Haven 1 firmy Vast Space. W planach 14-dniowych lotów są 10-dniowe pobyty na stacji.                                                                         |
| Sojuz MS-29                               | Roskosmos                | 15 czerwca 2026 − luty 2027       | Piotr Dubrow (2) – dowódca Anna Kikina (2) Anil Menon (1)                                    | Dostarczenie nowej stałej załogi do rosyjskiej części ISS. |
| Crew Dragon Ax-5                          | SpaceX (dla Axiom Space) | 2026                              | Timothy Peake (2) – dowódca ?                                                                | Lot prywatny do stacji ISS dla firmy Axiom Space. Czas trwania lotu: ok. 1 miesiąca. Prawdopodobnie weźmie w nim udział czterech astronautów z Wielkiej Brytanii.                                                       |
| Shenzhou 23                               | CNSA                     | październik 2026 − kwiecień 2027  | ?                                                                                            | Dostarczenie nowej stałej załogi do Chińskiej Stacji Kosmicznej (CSS). |
| CST-100 Starliner-1                       | Boeing (dla NASA)        | 2. połowa 2026 − 1. połowa 2027   | Scott Tingle (2) – dowódca • ? Joshua Kutryk (1) • ?                                         | Dostarczenie nowej stałej załogi do amerykańskiej części ISS. Lot będzie poprzedzony bezzałogowym testem planowanym na początku 2026 r.                                                                                 |
| 2027                                      |                          |                                   |                                                                                              | |
| Crew Dragon Crew-13                       | SpaceX (dla NASA)        | luty − sierpień 2027              | ?, ?                                                                                         | Dostarczenie nowej stałej załogi do amerykańskiej części ISS. |
| Sojuz MS-30                               | Roskosmos                | luty − październik 2027           | Dmitrij Pietielin (2) – dowódca Konstantin Borisow (2) Deniz Burnham (1)                     | Dostarczenie nowej stałej załogi do rosyjskiej części ISS. |
| Orion Artemis III                         | NASA                     | luty 2027                         | ?, ?                                                                                         | Pierwsza misja programu Artemis z lądowaniem dwóch astronautów na powierzchni Księżyca lądownikiem Starship HLS. Prawdopodobne jest odłożenie lądowania na Księżycu do misji Artemis IV. Czas trwania: ok. 30 dni.      |
| Gaganyaan H1                              | ISRO                     | 1. kwartał 2027                   | ?                                                                                            | Pierwszy lot załogowy Indii. Będzie poprzedzony trzema lotami bezzałogowymi. |
| Shenzhou 24 (albo Mengzhou)               | CNSA                     | kwiecień − październik 2027       | ?, ?                                                                                         | Dostarczenie nowej stałej załogi do Chińskiej Stacji Kosmicznej (CSS). Możliwe, że zostanie wykorzystany nowy statek Mengzhou.                                                                                          |
| CST-100 Starliner-2                       | Boeing (dla NASA)        | 2. połowa 2027 − 1. połowa 2028   | ?, ?                                                                                         | Dostarczenie nowej stałej załogi do amerykańskiej części ISS. |
| Shenzhou 25 (albo Mengzhou)               | CNSA                     | październik 2027 − kwiecień 2028  | ?, ?                                                                                         | Dostarczenie nowej stałej załogi do Chińskiej Stacji Kosmicznej (CSS). |
| Sojuz MS-31                               | Roskosmos                | październik 2027 − maj 2028       | ?, ?                                                                                         | Dostarczenie nowej stałej załogi do rosyjskiej części ISS. |
| Crew Dragon Vast-2                        | SpaceX (dla Vast Space)  | 2027                              | ?, ?                                                                                         | Lot do komercyjnej stacji orbitalnej Haven 1 firmy Vast Space. |
| Crew Dragon Vast-3                        | SpaceX (dla Vast Space)  | 2027                              | ?, ?                                                                                         | Lot do komercyjnej stacji orbitalnej Haven 1 firmy Vast Space. |
| Po 2027 roku (wybór)                      |                          |                                   |                                                                                              | |
| Crew Dragon Crew-14                       | SpaceX (dla NASA)        | 2028                              | ?, ?                                                                                         | Dostarczenie nowej stałej załogi do amerykańskiej części ISS. |
| Crew Dragon Vast-4                        | SpaceX (dla Vast Space)  | 2028                              | ?, ?                                                                                         | Lot do komercyjnej stacji orbitalnej Haven 1 firmy Vast Space. |
| Sojuz MS-32                               | Roskosmos                | maj − grudzień 2029               | ?, ?                                                                                         | Dostarczenie nowej stałej załogi do rosyjskiej części ISS. |
| CST-100 Starliner-3                       | Boeing (dla NASA)        | 2028 (?)                          | ?, ?                                                                                         | Dostarczenie nowej stałej załogi do amerykańskiej części ISS. |
| Gaganyaan H2                              | ISRO                     | 2027-2028 (?)                     | ?                                                                                            | Drugi lot załogowy Indii. |
| Orion Artemis IV                          | NASA                     | wrzesień 2028                     | ?, ?                                                                                         | Lot do stacji okołoksiężycowej Gateway z lądowaniem na Księżycu oraz dostarczenie do stacji modułu mieszkalnego I-Hab. Jednak prawdopodobne staje się zakończenie programu Artemis na misji Artemis III w 2027 r.       |
| Starship HLS                              | SpaceX (dla NASA)        | wrzesień 2028                     | ?, ?                                                                                         | Drugi lot lądownika księżycowego Starship HLS, którego 2-osobowa załoga przejdzie na jego pokład ze statku Orion Artemis IV. Jednak prawdopodobne staje się zakończenie programu Artemis na misji Artemis III w 2027 r. |
| Crewed Dream Chaser                       | Sierra Space             | 2028 (?)                          | ?                                                                                            | Lot testowy nowego statku, załogowej wersji miniwahadłowca Dream Chaser firmy Sierra Space, powstałej na bazie wersji cargo. Brak informacji o podjęciu prac konstrukcyjnych.                                           |
| Oriol                                     | Roskosmos                | 2028 (?)                          | ?                                                                                            | Pierwszy, testowy lot załogowy nowego rosyjskiego statku. Z powodu trudności rosyjskiego przemysłu kosmicznego, oficjalne daty lotów statku nie są wiarygodne.                                                          |
| Crew Dragon Vast-5                        | SpaceX (dla Vast Space)  | 2028-2029                         | ?, ?                                                                                         | Pierwszy lot do nowej komercyjnej stacji orbitalnej Haven 2 firmy Vast Space. |
| Orion Artemis V                           | NASA                     | wrzesień 2029                     | ?, ?                                                                                         | Lot do stacji okołoksiężycowej Gateway z lądowaniem na Księżycu. |
| Blue Moon                                 | Blue Origin (dla NASA)   | wrzesień 2029                     | ?, ?                                                                                         | Lot lądownika księżycowego, którego 2-osobowa załoga przejdzie na jego pokład ze statku Orion Artemis V. Jednak prawdopodobne staje się zakończenie programu Artemis na misji Artemis III w 2027 r.                     |
| Mengzhou (w wersji do misji księżycowych) | CNSA                     | ok. 2030                          | ?                                                                                            | Pierwsze chińskie załogowe lądowanie na Księżycu z nowego statku Mengzhou (jego pierwszy bezzałogowy lot odbył się w 2020 r.) z użyciem lądownika Lanyue.                                                               |

## Najbliższe powroty z kosmosu
| Statek, misja       | Operator          | Data lądowania                        | Załoga                                                                                                 | Opis                                                           |
| ------------------- | ----------------- | ------------------------------------- | --- | -------------------------------------------------------------- |
| Shenzhou 20         | CNSA              | październik 2025 (obecnie na orbicie) | Chen Dong (3) – dowódca Chen Zhongrui (1) Wang Jie (1)                                                 | Powrót z Chińskiej Stacji Kosmicznej (CSS) po wymianie załogi. |
| Sojuz MS-27         | Roskosmos         | grudzień 2025 (obecnie na orbicie)    | Siergiej Ryżykow (3) – dowódca; dowódca Ekspedycji 73 Aleksiej Zubrickij (1) Jonathan Kim (1)          | Powrót z ISS po wymianie załogi rosyjskiej części stacji.      |
| Crew Dragon Crew-11 | SpaceX (dla NASA) | marzec 2026 (obecnie na orbicie)      | Zena Cardman (1) – dowódca Michael Fincke (4) – dowódca Ekspedycji 74 Kimiya Yui (2) Oleg Płatonow (1) | Powrót z ISS po wymianie załogi amerykańskiej części stacji.   |

## W dalszej perspektywie

### Wprowadzenie
W najbliższych latach najwięcej lotów załogowych będzie wiązało się z wymianami załóg na dwóch stacjach orbitalnych: międzynarodowej ISS – po dwa loty rocznie, oddzielnie do amerykańskiej i rosyjskiej części stacji (od 2025 r. załogi rosyjskiej części są wymieniane co 9 miesięcy zamiast co pół roku), oraz do chińskiej CSS – również dwa loty rocznie. Zatem łącznie będzie przeprowadzanych w każdym roku od pięciu do sześciu tego rodzaju lotów. Prywatne loty do ISS organizuje obecnie firma Axion Space, w liczbie około jednego rocznie. Inne loty będą na ogół komercyjne, sporadyczne odbędą się misje eksperymentalne, np. pierwszy załogowy lot Indii, lub eksploracyjne w ramach rozpoczynającego się programu księżycowego Artemis. W najbliższych kilku latach rozpoczną się loty do budowanych obecnie prywatnych stacji orbitalnych.

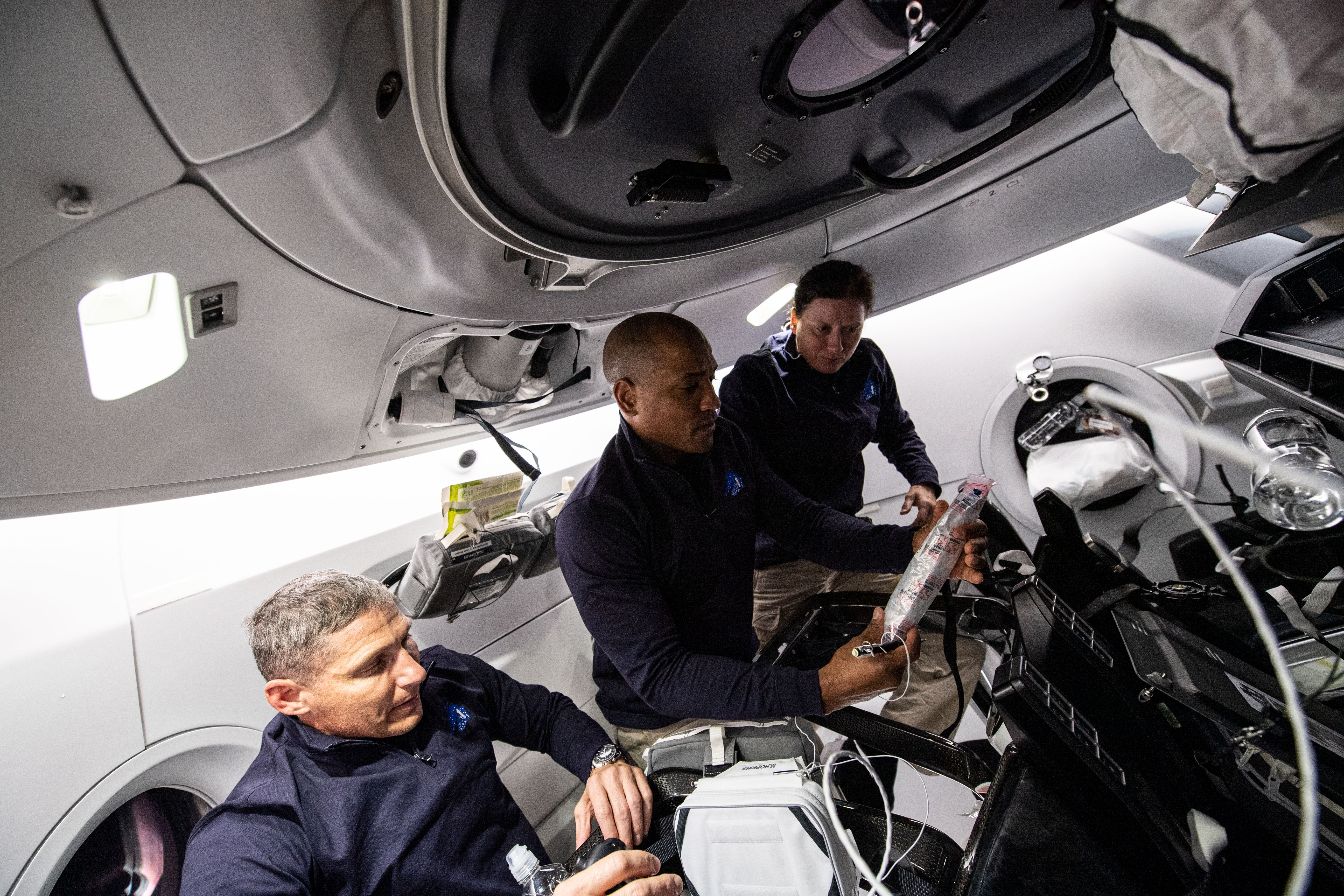
Wnętrze statku Crew Dragon w trakcie misji Crew-1 (2020).

Do tej pory w kosmosie znalazło się łącznie dziewięć typów załogowych statków kosmicznych, wyprodukowanych w trzech krajach: Związku Radzieckim / Rosji, Stanach Zjednoczonych i Chinach (w nawiasach podano lata załogowej eksploatacji tych statków):
- radzieckie i rosyjskie:
  - Wostok / Woschod (1961–1965; według sowieckiej propagandy Woschod był nową konstrukcją, ale w rzeczywistości był to zmodyfikowany Wostok – jego grafiki i fotografie były utajnione,
  - Sojuz (od 1967 r., prawdopodobnie do 2030 r.),
- amerykańskie:
  - Mercury (1962–1963),
  - Gemini (1965–1966),
  - Apollo (1968–1975),
  - Space Transportation System (1981–2011; jedyny załogowy wahadłowiec),
  - Crew Dragon (firmy SpaceX, od 2020; pierwszy prywatnie zaprojektowany i zbudowany statek),
  - Starliner (firmy Boeing, od 2024; prywatnie zaprojektowany i zbudowany statek, uległ awarii podczas pierwszego lotu załogowego),
- chiński:
  - Shenzhou (od 2003).

Obecnie trwają prace nad następującymi nowymi załogowymi statkami kosmicznymi:
| Statek                    | Producent                                                  | Rakieta nośna  | Przeznaczenie                                       | Planowany pierwszy start załogowy |
| ------------------------- | ---------------------------------------------------------- | -------------- | --------------------------------------------------- | --------------------------------- |
| Orion                     | Lockheed Martin (dla NASA, USA)                            | SLS            | Program Artemis: wyprawy księżycowe                 | 2026                              |
| Gaganyaan                 | ISRO (Indie)                                               | HLVM-3         | Eksperymentalne wyprawy na LEO                      | 2027–2008                         |
| Mengzhou                  | China Aerospace Science and Technology Corporation (Chiny) | CZ-5B          | Wymiany załóg CSS, wyprawy księżycowe               | 2027–2028                         |
| Oriol                     | RKK Energia (dla Roskosmos, Rosja)                         | Angara A5M     | Wymiany załóg rosyjskiej stacji ROS                 | 2028 (?)                          |
| Starship, wersja załogowa | SpaceX (USA)                                               | Super Heavy    | Prywatne wyprawy księżycowe i marsjańskie           | ?                                 |
| Dream Chaser DC-200       | Sierra Space (USA)                                         | Vulcan Centaur | Wymiany załóg ISS i prywatnych stacji (wahadłowiec) | ?                                 |

Bardziej szczegółowe informacje na temat tych statków znajdują się w dalszych częściach niniejszego artykułu.

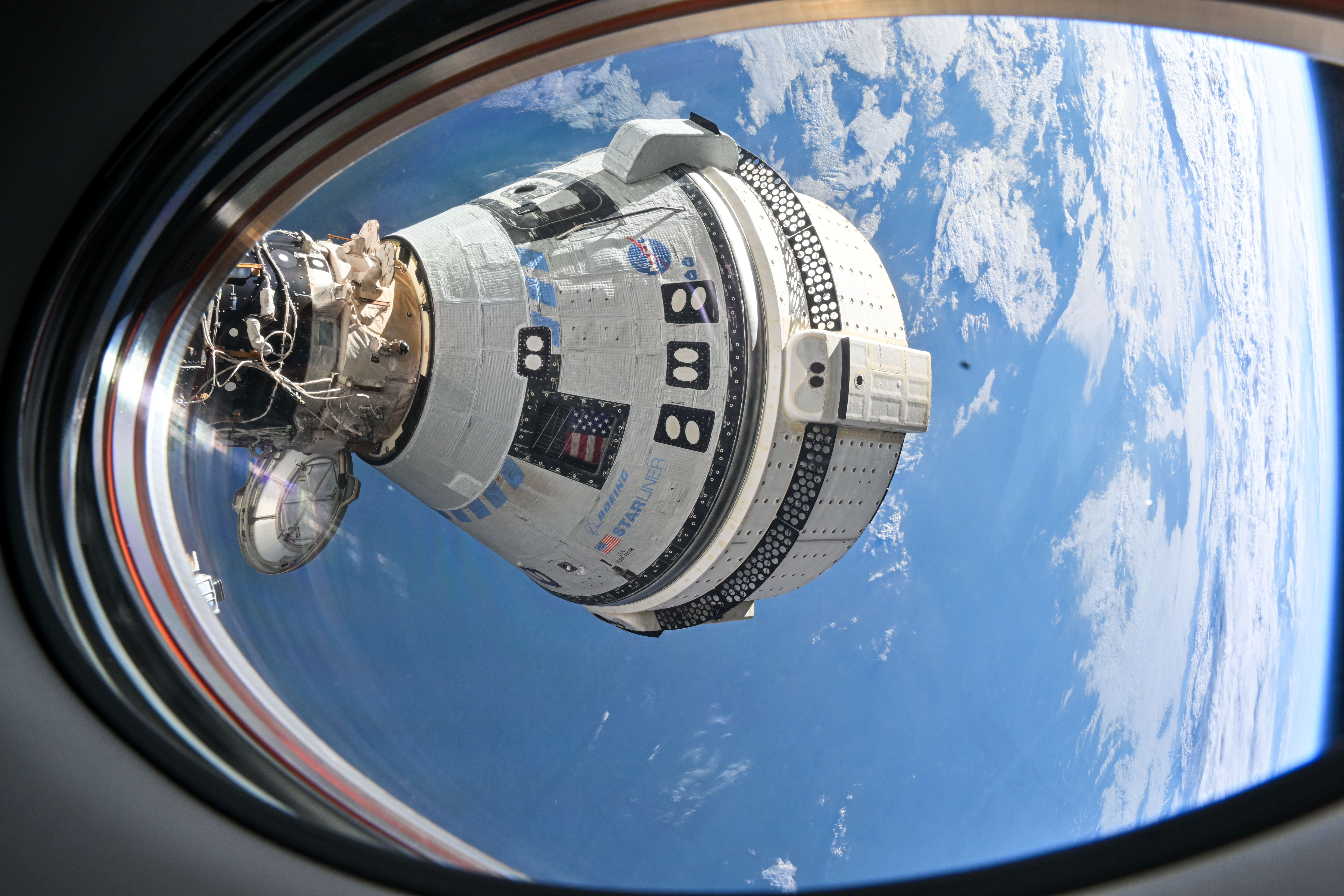
Statek CST-100 Starliner w testowej załogowej misji CFT zacumowany do ISS (2024).

### Misje prywatnych statków zbudowanych na zamówienie NASA

#### Kontraktowe loty załogowe NASA do ISS
W wyniku finansowanego przez NASA programu Commercial Crew Program (CCP) dwie firmy: Boeing i SpaceX, otrzymały kontrakty na przeprowadzanie wymian stałych załóg ISS. Pierwszy z tych lotów odbył się w 2020 r. Loty są realizowane co pół roku, obecnie na statkach Crew Dragon (SpaceX), a po certyfikowaniu statków Starliner (Boeing), oba te statki będą naprzemiennie dostarczały 4-osobowe załogi do i z Międzynarodowej Stacji Kosmicznej (ISS). Ze względu na znaczne opóźnienie w certyfikacji Stalinera do lotów załogowych, znacznie większe kontrakty NASA zawarła ze SpaceX. Loty te będą odbywały się do 2030 r., czyli do zakończenia eksploatacji stacji.

#### Loty komercyjne Crew Dragon i CST-100 Starliner
Oprócz przeprowadzanych w ramach kontraktów z NASA startów prywatnych statków załogowych, będą one wykorzystywane także komercyjnie. Od 2022 r. na zlecenie firmy Axiom Space loty takie są wykonywane statkiem Crew Dragon do stacji ISS (w ramach programu NASA komercjalizacji ISS), a po uruchomieniu stacji orbitalnej Axiom Station, również do tej oraz innych stacji komercyjnych, które zostaną umieszczone na orbicie w ramach programu NASA budowy prywatnych stacji na LEO (program CLD). Wybór przewoźnika będzie wówczas zależał od właściciela stacji. Udział w prywatnych lotach do ISS w uzgodnieniu z NASA planuje też firma Vast Space, także statkiem Crew Dragon.

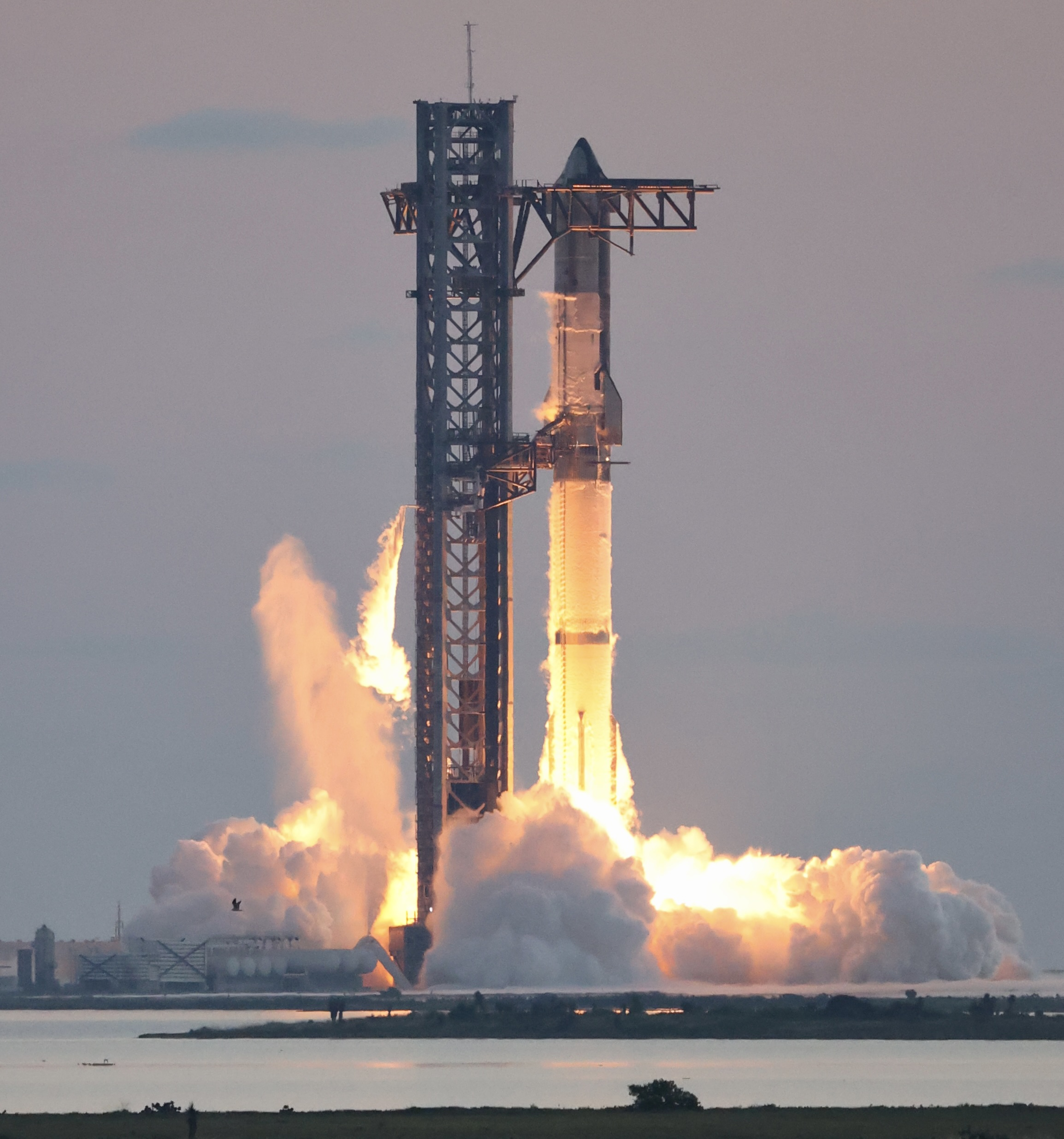
Start testowy (IFT-5) zestawu Super Heavy / Starship (2024).

### Własne projekty statków załogowych amerykańskich prywatnych przedsiębiorstw

#### Starship (SpaceX)
Amerykańska firma SpaceX kierowana przez Elona Muska, zapowiada od 2010 r. kolonizację Marsa. W 2016 r. opublikowano ogólną koncepcję systemu transportu międzyplanetarnego, która później mocno ewaluowała. Statek Starship będzie wynoszony rakietą Super Heavy. Przeprowadzono testy Starshipa na niskich wysokościach, a w 2023 r. odbył się pierwszy suborbitalny lot zestawu Super Heavy / Starship. Testy do tej pory nie zakończyły się pełnym sukcesem.
Obecnie planuje się, że system ten będzie wynosił na orbitę wokółziemską (LEO) ładunek ok. 100-150 t (zależnie czy rakieta będzie powtórnie wykorzystana), albo kilkudziesięciu pasażerów w wersji załogowej. Podobny ładunek można będzie umieścić na powierzchni Marsa po uzupełnieniu paliwa na LEO. Oczekuje się rozpoczęcia użytkowych lotów bezzałogowych Starship najwcześniej w 2025 r., a załogowych co najmniej kilka lat później. Od kilku lat zapowiadane są plany konkretnych lotów załogowych Starshipa, jednak są one mało wiarygodne. Priorytetem dla SpaceX jest dostarczenie w 2027 r. zakontraktowanego przez NASA lądownika księżycowego dla programu Artemis, opartego na konstrukcji Starship, co obecnie wydaje się niezmiernie trudnym zobowiązaniem.

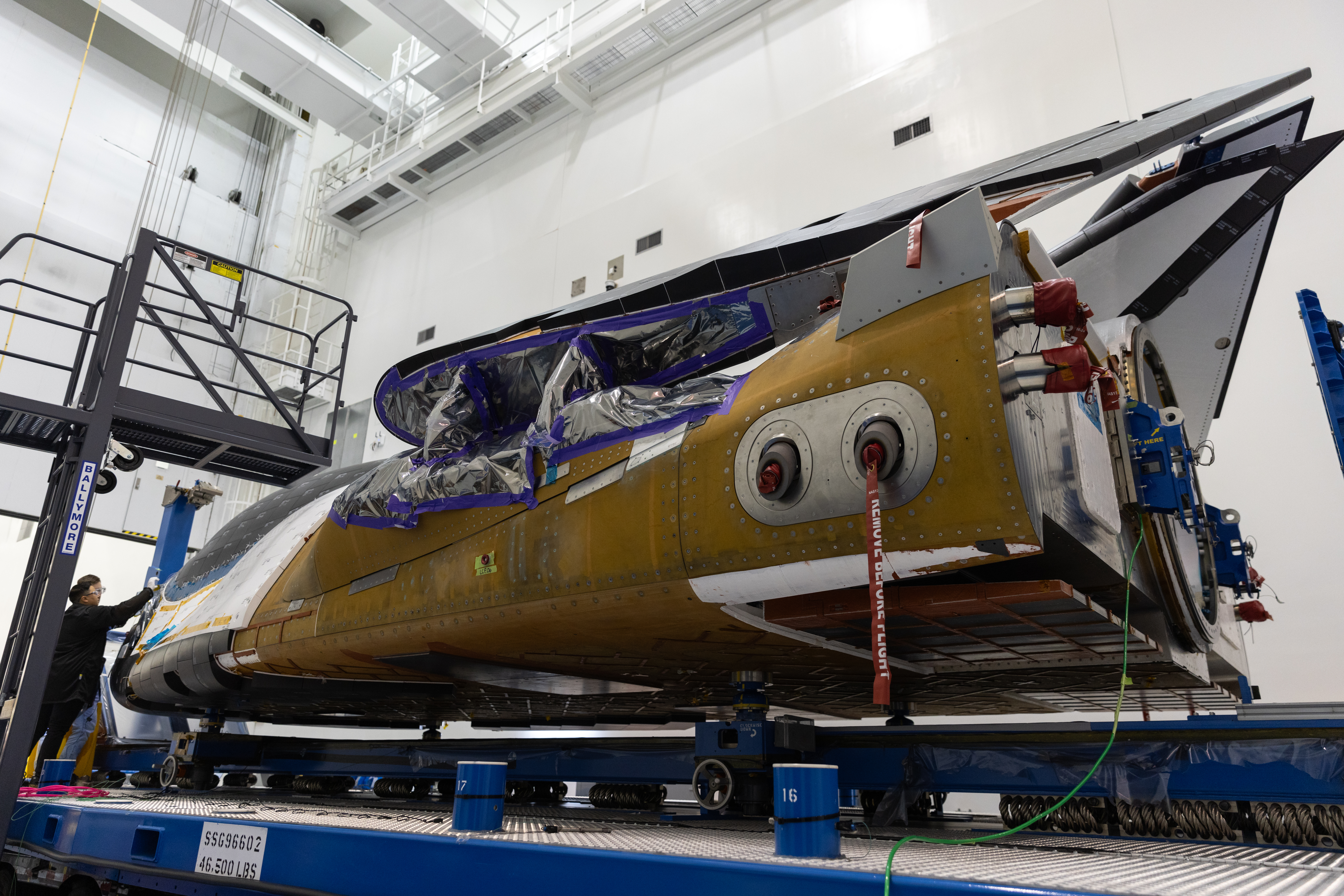
Mały wahadłowiec cargo Dream Chaser podczas testów (2024).

#### Inne projekty
Szanse na realizację ma projekt załogowej wersji mini wahadłowca Dream Chaser firmy Sierra Space. Wersja cargo budowana w ramach programu NASA Commercial Resupply Services 2, ma przeprowadzać loty zaopatrzeniowe do ISS od 2025 r. Zapowiadana jest wersja załogowa, która wcześniej nie otrzymała finansowania z NASA w ostatnim etapie Commercial Crew Program, a teraz ma być budowana w ramach własnych prac Sierra Space. Nie ma jednak informacji o pracach nad załogowym statkiem Dream Chaser (DC-200), który miałby służyć głównie do obsługi stacji Orbital Reef zapowiadanej przez konsorcjum pod kierunkiem Blue Origin, lub stacji LIFE budowanej przez Sierra Space.

Natomiast firma Blue Origin, niezależnie od potencjalnych prac nad Orbital Reef, informowała o własnej kapsule załogowej, prawdopodobnie o kształcie bikonicznym (dwustożkowym). Jej przeznaczeniem miałyby być głównie załogowe loty poza LEO, m.in. w okolice Księżyca, a rakietą nośną New Glenn. Firma jednak nie informuje o projekcie kapsuły ani o postępach w prowadzonych pracach.

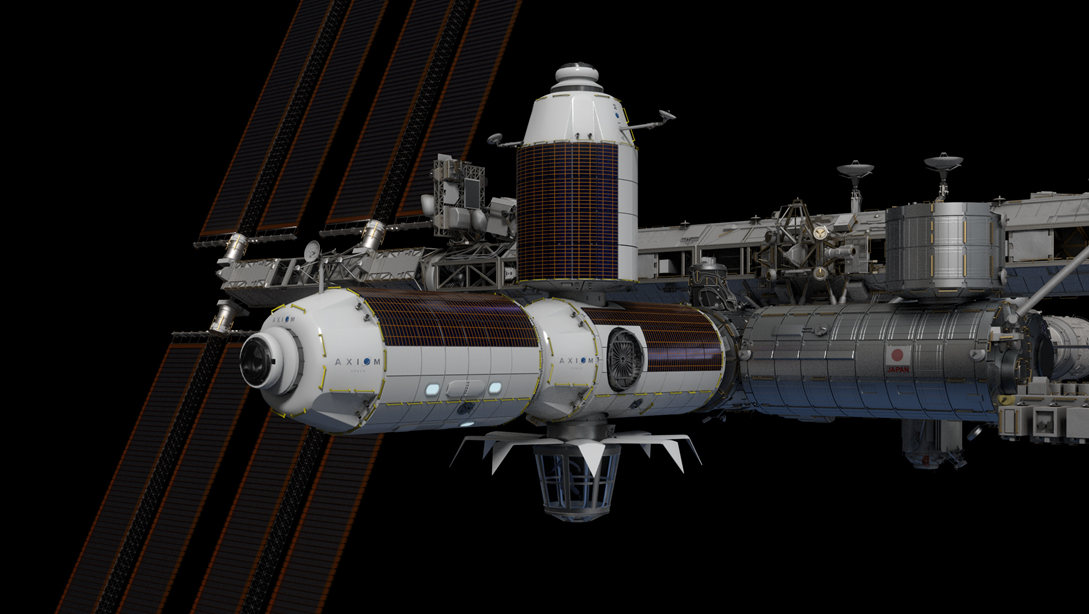
Axiom Station po zakończeniu montażu pod koniec lat 20. (grafika, 2020).

### Komercyjne stacje orbitalne po zakończeniu programu ISS

#### Axiom Station – od komercjalizacji ISS do autonomicznej stacji
Korzystając z finansowania przez NASA w ramach programu NextSTEP-2, pod koniec 2026 r. rozpocznie się montaż komercyjnej stacji orbitalnej budowanej przez amerykańską firmę Axiom Space. Jej moduły będą dołączane do ISS w ramach programu komercjalizacji tej stacji. Przed 2030 r., gdy ISS będzie kończyć swoje funkcjonowanie, moduły te zostaną odłączone od ISS tworząc samodzielną Axiom Station. Nowa stacja będzie mogła pomieścić jednorazowo do 16 osób, które będą przewożone komercyjnymi statkami. W 2024 r. firma Gravitics poinformowała, że Axiom Space zakontraktował u niej kolejny moduł stacji. W 2024 r. firma ogłosiła nieco zmodyfikowaną konfigurację stacji oraz kolejność montażu - przyspieszone zostanie jej uniezależnienie od ISS.
Jeszcze przed uruchomieniem samodzielnej stacji, firma w porozumieniu z NASA oferuje różnym krajowym agencjom kosmicznym, organizacjom oraz osobom prywatnym (turystom), krótkotrwałe loty na ISS na pokładzie statków Crew Dragon. Pierwszy z nich odbył się na początku 2022 r. i obecnie są one organizowane co kilka miesięcy. Gdy do ISS zostaną dołączone pierwsze własne moduły Axiom, firma będzie regularnie organizować do nich loty określane narodowe i prywatne, które później będą kierowane do powstałej na ich bazie samodzielnej Axiom Station. W celu obsługi tych lotów, firma tworzy własny korpus astronautów-pilotów utworzony przez byłych zawodowych astronautów NASA, JAXA i ESA.
Planowane moduły Axiom Station według koncepcji z 2024 r.:
| Moduł         | Rok       | Opis                                                                                 |
| ------------- | --------- | ------------------------------------------------------------------------------------ |
| AxPPTM        | 2026-2027 | Moduł zasilający (Payload Power Thermal Module)                                      |
| AxH1          | 2028      | Moduł mieszkalny dla 4 osób (Habitat 1)                                              |
| AxAL          | ?         | Śluza powietrzna (Airlock Module)                                                    |
| AxH2          | ?         | Moduł mieszkalny dla 4 osób (Habitat 2)                                              |
| AxRMF         | ?         | Moduł laboratoryjny (Research and Manufacturing Facility) z modułem obserwacji Ziemi |
| MPLM Rafaello | ?         | Moduł obecnie przyłączony do ISS                                                     |
| ?             | ?         | Moduł dostarczony przez firmę Gravitics Inc.                                         |

#### Haven – stacja firmy Vast Space
W kwietniu 2023 r. amerykańska firma Vast Space, założona i finansowana przez przemysłowca Jeda McCaleba, ogłosiła plan budowy niedużej komercyjnej załogowej stacji orbitalnej Haven 1. Jedno-modułowa stacja o objętości użytecznej ok. 80 m³ będzie przyjmować 4-osobowe załogi na pobyty do 14 dni. Stacja ma zostać umieszczona na niskiej orbicie rakietą Falcon 9 w 2026 r., a trzy miesiące później mają rozpocząć się sporadyczne załogowe loty do niej statkami Crew Dragon (misje Vast-1 i następne). Jeśli te zamierzenia się powiodą, wówczas stacja Haven 1 pojawiłaby się na orbicie wcześniej niż stacja firmy Axiom czy inne stacje projektowane w ramach programu NASA CLD.
Większe moduły będą tworzyły stację Haven 2. Firma mówi o umieszczeniu na orbicie pierwszego z czterech modułów tej stacji w 2028 r., w l. 2029-2030 zostaną dołączone 3 dalsze, w 2030 r. moduł główny o średnicy 7 m, i w l. 2031-2032 cztery kolejne moduły.

#### NASA zachęca prywatne przedsiębiorstwa – program CLD
NASA i jej partnerskie agencje biorące udział w programie Międzynarodowej Stacji Kosmicznej, zdecydowały się zakończyć go w 2030 r.. NASA nie przewiduje budowy nowej stacji na orbicie okołoziemskiej, zamierza natomiast przekazać tę działalność prywatnym przedsiębiorstwom astronautycznym i dofinansować te z nich, które zdecydują się ubiegać o współpracę z NASA. Odbywać się to będzie w ramach programu Commercial Low-Earth Orbit (LEO) Destinations (w skrócie CLD). Podobnie jak w kończącym się programie budowy statków załogowych CCP, NASA i tutaj będzie dofinansowywać projekty wybierane w ramach kolejnych konkursów. Końcowym celem programu jest utworzenie na orbicie jednej lub więcej stacji załogowych, które będą wykorzystywane komercyjnie, a jednocześnie będą spełniały wymagania NASA i będą przez nią użytkowane w ramach kontraktów. W ten sposób zostanie utrzymana obecność amerykańskich astronautów na niskiej orbicie bez bezpośredniego zaangażowania NASA, co jest konsekwencją realizowanej obecnie koncepcji skomercjalizowania niskiej orbity okołoziemskiej, co wymaga jednak odpowiedniego wsparcia finansowego i technologicznego ze strony rządu dla firm realizujących przyjęte projekty.
Pierwotnie przewidywano, że pierwsze obiekty w ramach tego programu zostaną umieszczone na orbicie w 2028 r. Jednak w 2025 r. na skutek znaczącego zmniejszenia budżetu NASA, program CLD również musi być zmodyfikowany w kierunku zmniejszenia minimalnych wymagań NASA dotyczących rozmiarów stacji, liczebności załogi i okresu użytkowania stacji. Obecnie NASA pracuje nad nowym kształtem programu, dostosowanym do aktualnych uwarunkowań finansowych.
W grudniu 2021 r., w pierwszej fazie programu CLD, NASA przyznała fundusze trzem projektom zgłoszonym przez konsorcja kierowane przez firmy Blue Origin (projekt Orbital Reef), Nanoracks (projekt Starlab) oraz Northrop Grumman. W październiku 2023 r. Northrop Grumman ogłosił, że rezygnuje z realizacji własnego projektu.
- Orbital Reef. W początkowej fazie będzie składać się z czterech modułów: węzła cumowniczego (ok. 40 m³), nadmuchiwanego LIFE (285 m³) mieszkalno-badawczego, głównego i badawczego (po ok. 250 m³). Poza modułem LIFE wykonanym przez Sierra Space, pozostałe moduły będą metalowe i zostaną wyprodukowane przez Bleu Origin[17]. Przewidziane jest późniejsze powiększanie stacji poprzez dołączanie kolejnych modułów, w tym znacznie większych nadmuchiwanych LIFE 2 oraz 3.

- Starlab. Jego główną częścią będzie cylindryczny moduł o długości ok. 8 m i średnicy również ok. 8 m, czyli znacznie większej niż w modułach obecnej stacji ISS (maksymalnie ok. 4,2 m), natomiast pojemność użyteczna stacji będzie wynosić ok. połowy obecnej pojemności ISS. Tak duży moduł będzie mógł zostać umieszczony na orbicie jedynie przez największą budowaną obecnie rakietę SpaceX Starship, co jest planowane w 2028 r.[18] Projekt Starlab będzie realizowany przez spółkę joint venture Starlab Space, od 2024 r. będącą spółką czterech firm: amerykańskiej Voyager Space, europejskiego konsorcjum Airbus Defence and Space[19], japońskiej korporacji Mitsubishi Corporation[20] oraz kanadyjskiej firmy MDA Space[21].

Planowane prywatne amerykańskie stacje załogowe na LEO:
| Stacja        | Operator                                                    | Rok*          | Masa (t) | Objętość** (m³) | Objętość użyt. (m³) | Załoga | Rakieta nośna          | Transport załóg              | Uwagi |
| ------------- | ----------------------------------------------------------- | ------------- | -------- | --------------- | ------------------- | ------ | ---------------------- | ---------------------------- | --- |
| Haven-1       | Vast Space                                                  | czerwiec 2026 | 14,0     | 80              | 45                  | 4      | Falcon 9               | Crew Dragon                  | Pojedynczy prototypowy moduł przeznaczony do krótkotrwałych pobytów na orbicie (do 10 dni).                   |
| Axiom Station | Axiom Space                                                 | 2027          |          | 667             |                     | 16     |                        | Crew Dragon                  | Pierwsze moduły najpierw zostaną przyłączone do ISS.                                                          |
| Orbital Reef  | Blue Origin, Sierra Space                                   | 2027 (?)      |          | 830             |                     | 10     | New Glenn              | Crew Dream Chaser, Starliner | 4 moduły: węzeł cumowniczy, nadmuchiwany LIFE (firmy Sierra Space), główny oraz badawczy.                     |
| Starlab       | Starlab Space (spółka firm z USA, Europy, Japonii i Kanady) | 2028          |          | 450             |                     | 4      | Super Heavy / Starship |                              | Pojedynczy duży moduł budowany przez Airbus Defence and Space.                                                |
| Haven-2       | Vast Space                                                  | 2028          | 282,0    | 1160            | 550                 | 12     | Falcon Heavy           | Crew Dragon                  | Osiem identycznych modułów dołączanych w latach 2028-2032, ponadto w 2030 r. zostanie dołączony moduł główny. |

* Planowane umieszczenie na orbicie pierwszego modułu stacji. ** Na finalnym etapie budowy.

#### Inne przedsięwzięcia
W 2022 r. amerykańska firma Gravitics poinformowała o podjęciu prac nad załogowym modułem orbitalnym StarMax. Plany Gravitics nie przewidują budowy własnej stacji orbitalnej, ale oferuje swoje moduły firmom, które mają takie zamierzenia. Obecnie zainteresowanie tą propozycją wykazują Siły Kosmiczne USA. Przewiduje, że pierwsze moduły będą dostępne dla klientów w 2026 r. Metalowy moduł będzie miał kształt cylindra o długości 9,8 m, średnicy 7,6 m oraz pojemności ok. 400 m³. Kształtem i rozmiarami będzie więc bardzo zbliżony do przyszłej stacji Starlab, co będzie wymagało użycia rakiety SpaceX Starship do umieszczenia go na orbicie. Firma pracuje również nad mniejszymi modułami o średnicach ok. 4 i 6 m, co umożliwi skorzystanie z mniejszych, dostępnych już rakiet. Moduły te na orbicie można będzie łączyć w większe konstrukcje.

Bardziej długoplanowe pomysły oparte na koncepcji zaproponowanej przez Konstantina Ciołkowskiego jeszcze na początku XX w., a spopularyzowanej przez literaturę science-fiction, budowy dużej stacji w kształcie torusa, w której na skutek ruchu obrotowego można wytworzyć niewielką sztuczną grawitację. Pomysły takie obecnie propagują m.in. firmy Vast Space, Orbital Assembly (projekty Pioneer i Voyager) oraz Gateway Spaceport (projekty Vera i Gateway). Jednak wydaje się, że rzeczywistym celem większości tych przedsięwzięć jest nie tyle budowa działającej stacji, co raczej korzyści marketingowe.

Porównanie załogowych kapsuł Apollo, Orion i Crew Dragon.

### Loty księżycowe NASA – program Artemis

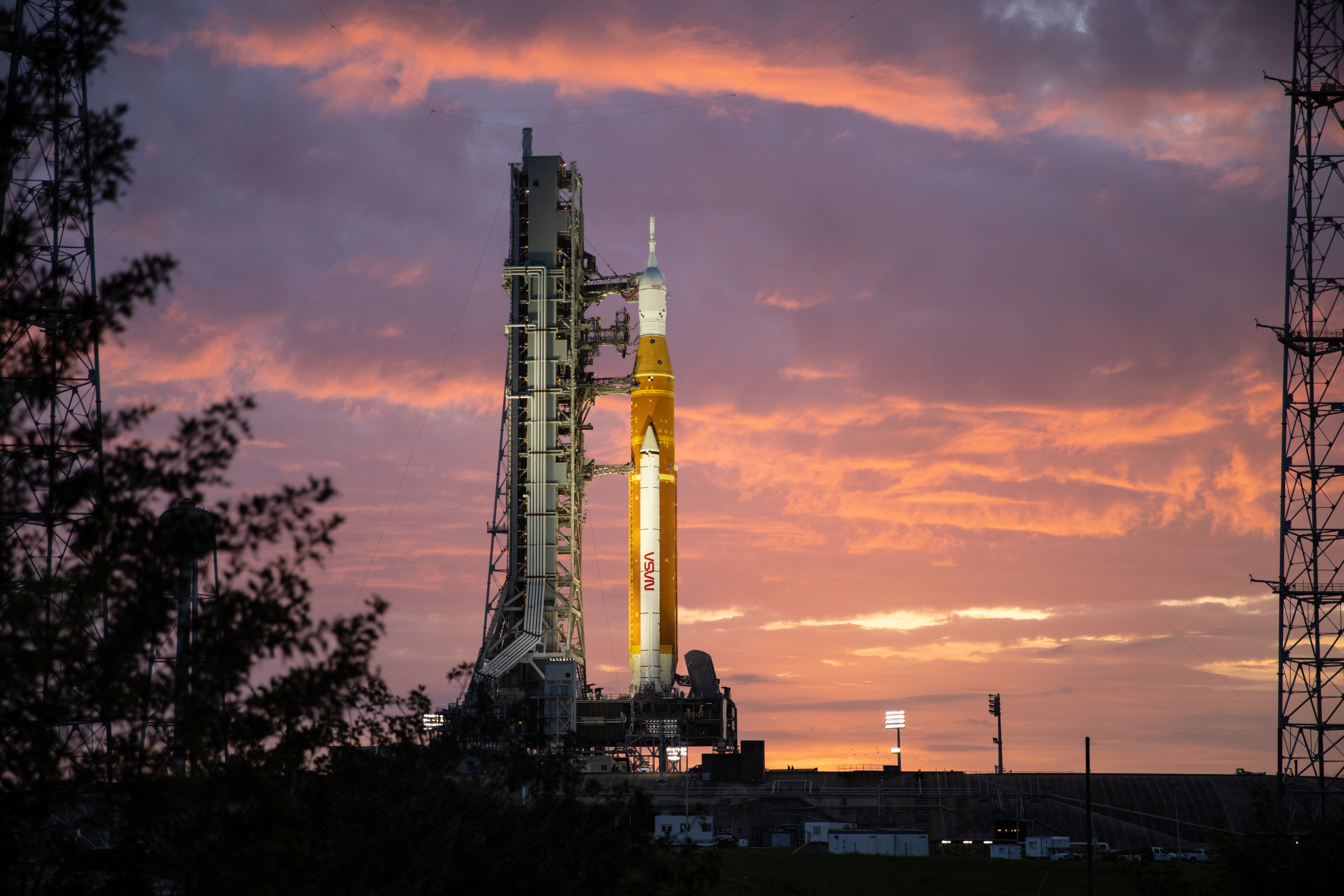
Rakieta SLS przed startem do bezzałogowej misji Artemis I (2022).

Program Artemis jest programem międzynarodowym, koordynowanym przez Stany Zjednoczone. Udział innych państw odbywa się na podstawie serii porozumień bilateralnych, określanych terminem Artemis Accords, z poszczególnym krajami chcącymi brać udział w programie. Podpisywanie tych porozumień zaczęło się w 2020 r., a do października 2024 r. podpisało je już 45 państw, w tym Polska. Udział finansowy i technologiczny poszczególnych sygnatariuszy będzie bardzo zróżnicowany.

W związku ze zmianą rządów w Stanach Zjednoczonych i spodziewanym znacznie większym wpływem  Elona Muska i jego firmy SpaceX, oraz przewidzianym mianowaniem na stanowisko administratora NASA Jareda Isaacmana, prawdopodobnie zajdą bardzo duże zmiany w programie księżycowym (zob. rozdz. "Obecne (2025 r.) prace nad zmianami w programach załogowych NASA"). Przypuszcza się, że łącznie z odejściem od wykorzystania rakiety SLS nastąpi oparcie się NASA na istniejących lub obecnie tworzonych, tańszych rozwiązaniach technicznych. Szczegóły zmian w programie Artemis zostaną ogłoszone prawdopodobnie po wprowadzeniu w urząd nowego zarządu NASA.

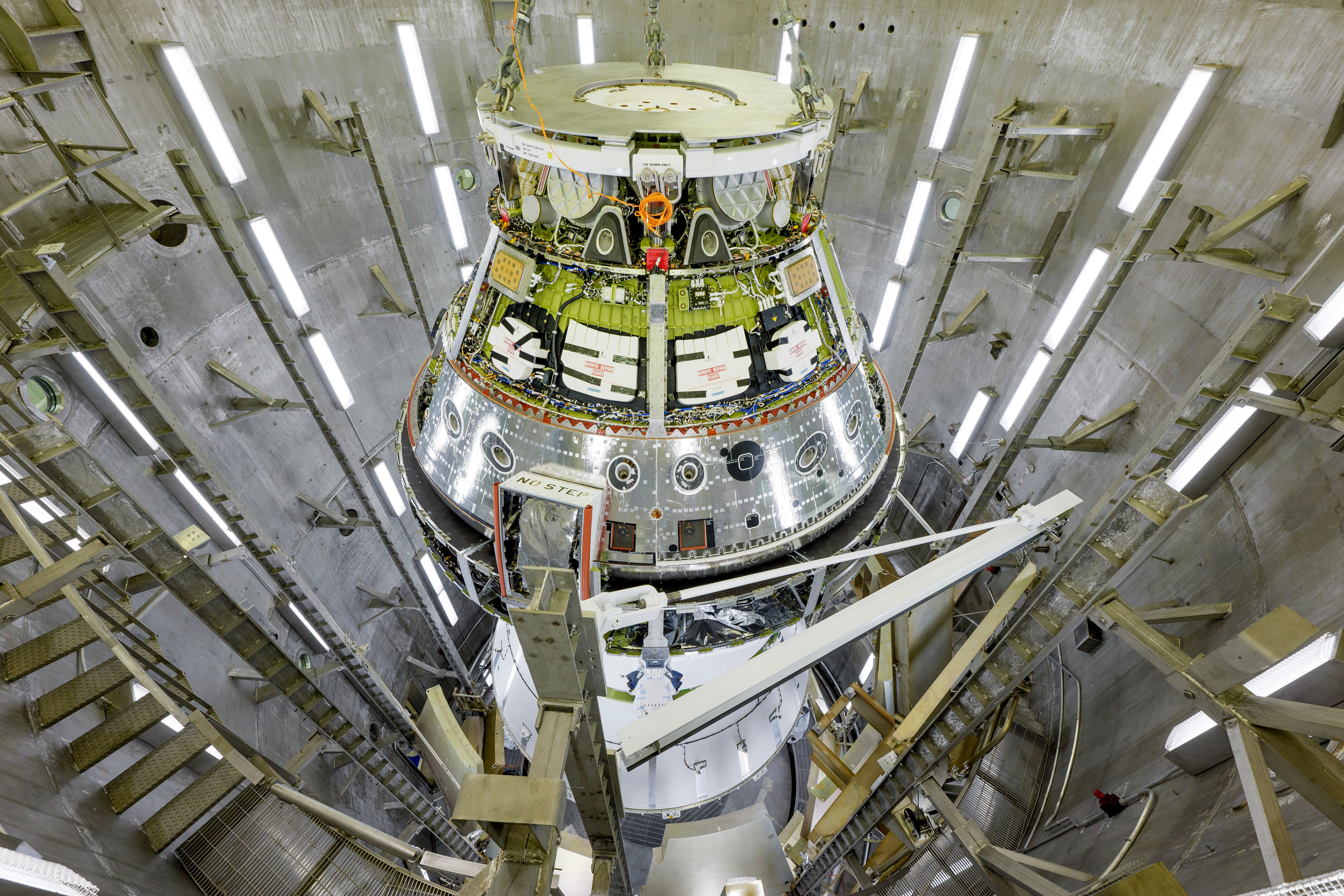
Przygotowania kapsuły Orion do pierwszej załogowej misji Artemis II w 2025 r. (czerwiec 2024).

#### Misje eksploracyjne SLS / Orion
Program Space Launch System (SLS) finansowany przez NASA ma na celu budowę systemu bardzo ciężkich rakiet nośnych, porównywalnych z rakietą księżycową Saturn V z lat 60., który umożliwi załogową eksplorację dalszego kosmosu, w tym Księżyca i Marsa. Rakieta ta ma stanowić podstawę dla programu powrotu Ameryki na Księżyc, któremu w 2019 r., po kilkunastoletnich perturbacjach związanych ze zmieniającymi się koncepcjami, nadano nazwę Artemis. Załogowym statkiem wynoszonym przez tę rakietę będzie kapsuła Orion, zaprojektowana głównie do wypraw poza orbitę okołoziemską (w dalszy kosmos), zabierająca 4-osobową załogę, z której dwóch astronautów będzie brało udział w lądowaniach na Księżycu. W listopadzie i grudniu 2022 r. przeprowadzono bezzałogowy lot wokółksiężycowy zestawu SLS/Orion w ramach misji Artemis I.
Według harmonogramu zaktualizowanego w styczniu 2024 r., a następnie prowizorycznie w grudniu tego samego roku jeśli idzie o dwie najbliższe misje, w ramach programu Artemis przewidziane są następujące misje załogowe do Artemis IX włącznie:
| Misja        | Rakieta nośna | Data          | Opis misji |
| ------------ | ------------- | ------------- | --- |
| Artemis II   | SLS-1         | Kwiecień 2026 | Pierwszy lot załogowy statku Orion z wejściem na orbitę wokół Księżyca. Ponadto odbędzie się testowy, bezzałogowy lot lądownika księżycowego Starship HLS. |
| Artemis III  | SLS-1         | Połowa 2027   | Pierwsze w ramach Artemis załogowe lądowanie na Księżycu w okolicy bieguna południowego lądownikiem Starship Human Landing System (HLS), który zostanie dostarczony na orbitę Księżyca prywatną rakietą Super Heavy. W tym samym roku prywatnymi rakietami zostaną umieszczone na orbicie okołoksiężycowej pierwsze moduły stacji Gateway: PPE i moduł mieszkalny HALO. |
| Artemis IV   | SLS-1B        | Wrzesień 2028 | Lot do stacji okołoksiężycowej Gateway z drugim załogowym lądowaniem na Księżycu w okolicy bieguna południowego lądownikiem Starship Human Landing System, dostarczenie modułu mieszkalnego I-Hab do stacji. |
| Artemis V    | SLS-1B        | Wrzesień 2030 | Lot do stacji Gateway, dostarczenie modułu Lunar View do stacji oraz załogowe lądowanie na Księżycu. Lądowanie odbędzie się lądownikiem Blue Moon Lander firmy Blue Origin, który na stację dostarczy rakieta New Glenn. Równocześnie prywatną rakietą dotrze na Księżyc załogowy łazik księżycowy (Lunar Terrain Vehicle, LTV).                                        |
| Artemis VI   | SLS-1B        | Wrzesień 2031 | Lot do stacji Gateway, dostarczenie śluzy powietrznej do stacji oraz lądowanie na Księżycu jednym z lądowników prywatnych firm. |
| Artemis VII  | SLS-1B        | Wrzesień 2032 | Lot do stacji Gateway oraz lądowanie na Księżycu jednym z lądowników prywatnych firm. Równocześnie prywatną rakietą zostanie dostarczony na Księżyc hermetyzowany pojazd załogowy (Lunar Cruiser). |
| Artemis VIII | SLS-1B        | 2033          | Lot do stacji Gateway oraz lądowanie na Księżycu jednym z lądowników prywatnych firm. Prywatną rakietą zostanie dostarczony na Księżyc stały moduł mieszkalny (Foundational Surface Habitat). Pobyt na księżycu ok. 30 dni. |
| Artemis IX   | SLS-2         | 2034          | Lot do stacji Gateway oraz lądowanie na Księżycu jednym z lądowników prywatnych firm. Pobyt na księżycu ok. 30 dni. |

Obecnie oficjalnie zatwierdzone są dwie najbliższe misje programu Artemis II i III. Kolejne misje od IV do IX ciągle są niepewne z powodu cięć w budżecie NASA, a dalsze, oznaczone numerami od X do XI, nie są jeszcze na etapie oficjalnego planowania przez NASA.

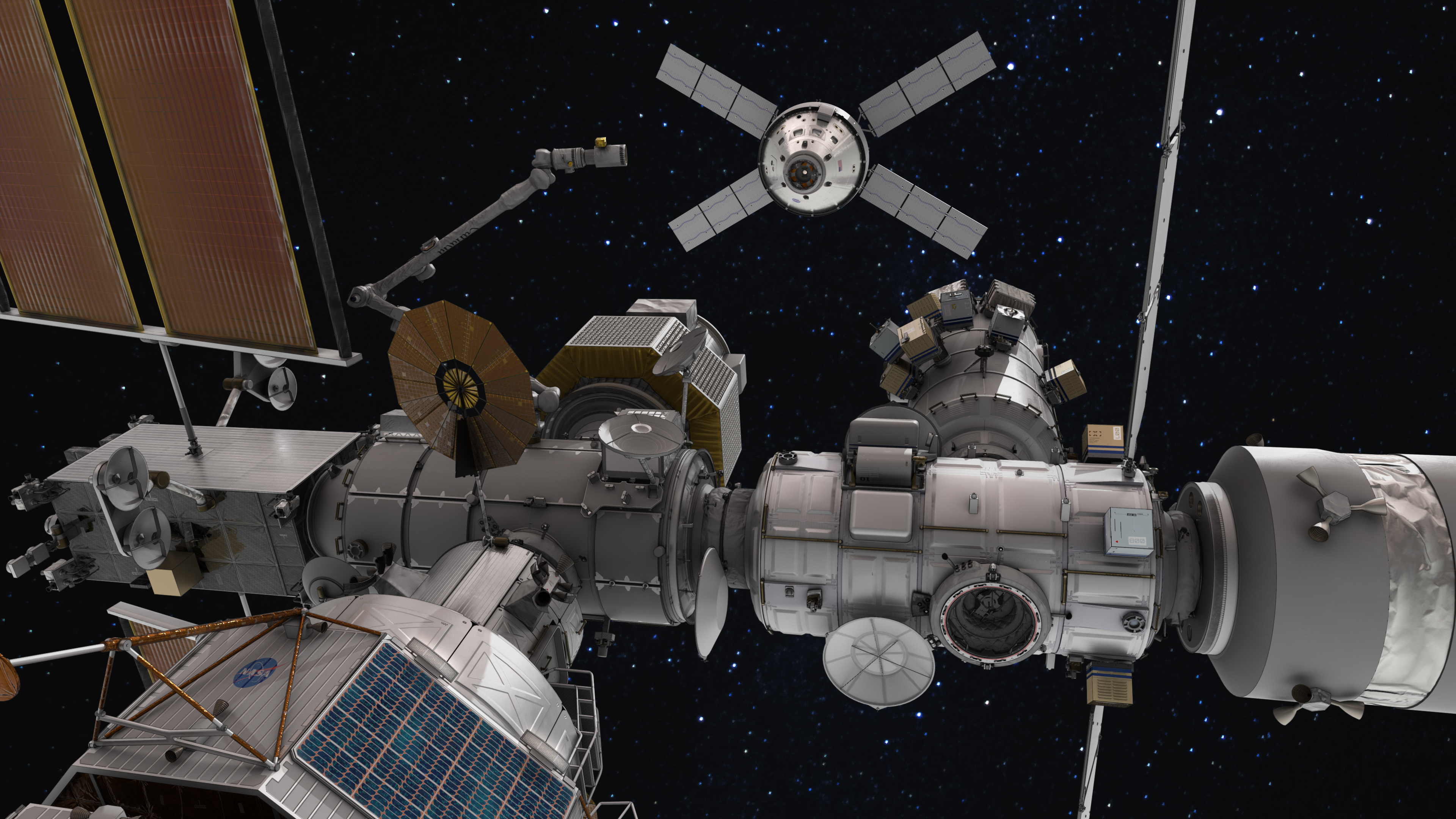
Międzynarodowa stacja okołoksiężycowa Gateway (grafika, 2022).

#### Międzynarodowa stacja Gateway na orbicie okołoksiężycowej

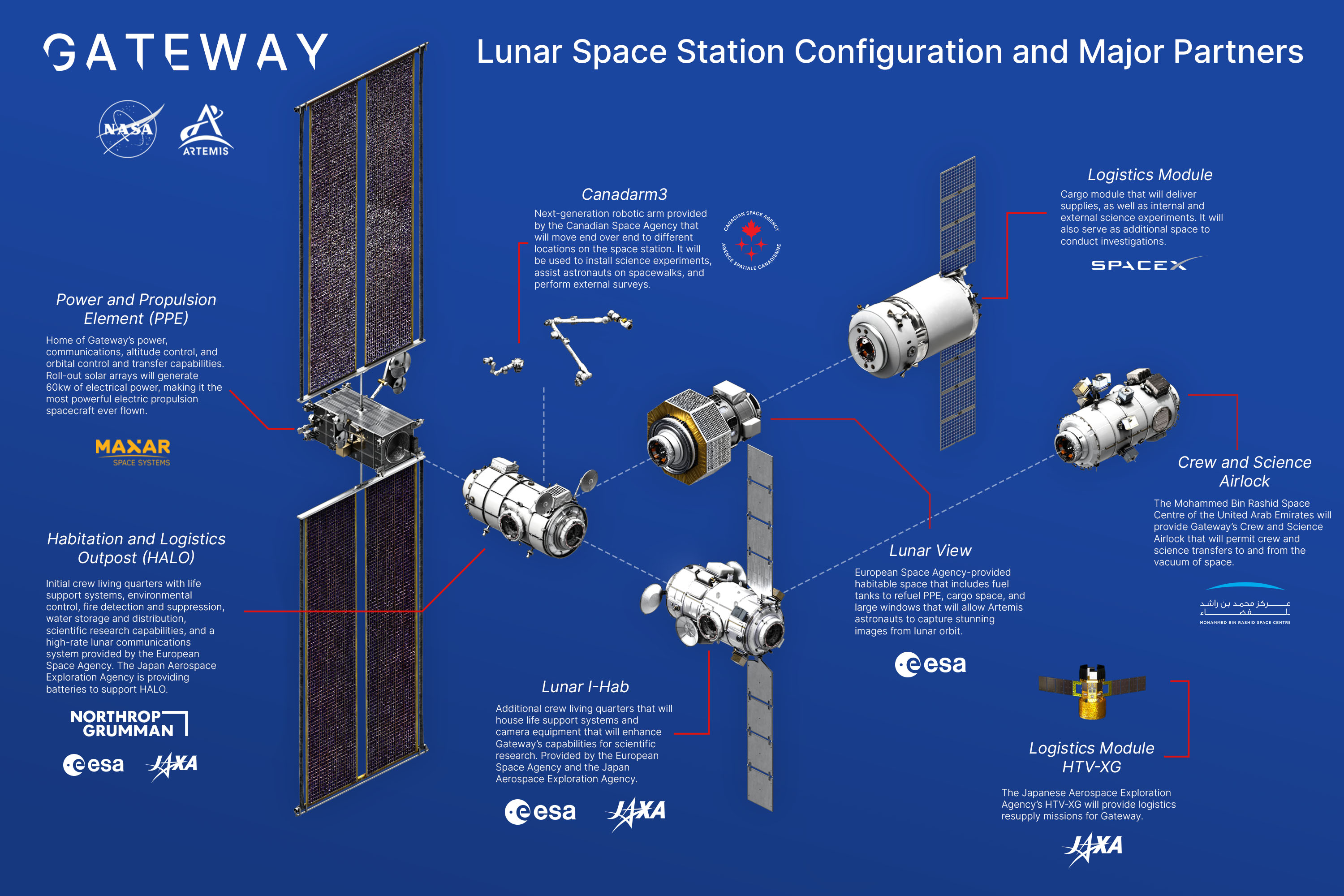
Schemat stacji Gateway (2024).

Oprócz załogowych lądowań na powierzchni Księżyca, planowana jest budowa okołoksiężycowej stacji załogowej Gateway od 2027 r. Będzie to międzynarodowa stacja, w której budowie oprócz Stanów Zjednoczonych mają wziąć udział Europa (ESA), Japonia i Kanada. Rosja, pomimo udziału w początkowych rozmowach, nie bierze udziału w tym programie (Roskosmos planuje współpracę z Chinami w programie księżycowym ILRS, w dalszej perspektywie załogowym). Stacja Gateway będzie stanowić przyczółek dla lotów załogowych, w którym w dwóch modułach mieszkalnych załogi kolejnych statków Orion będą przebywać do kilku miesięcy, a zarazem będzie to punkt startu do wypraw na powierzchnię Księżyca za pomocą amerykańskich lądowników. 
Jednak w planowanym budżecie NASA na najbliższy rok budżetowy (2026), nie znalazło się dalsze finansowanie budowy stacji Gateway, a wykonywane już dla niej moduły mają zostać przeznaczone dla innych, nie sprecyzowanych jeszcze programów.
Planowane moduły stacji Gateway:
| Moduł                                   | Rok  | Dostawca                               | Opis |
| --------------------------------------- | ---- | -------------------------------------- | --- |
| PPE (Power and Propulsion Element)      | 2027 | Maxar (USA)                            | Moduł zasilający. Będzie wyniesiony rakietą Falcon Heavy. |
| HALO (Habitation and Logistics Outpost) | 2027 | Northrop Grumman (USA)                 | Moduł mieszkalny. Do niego zostanie dołączone ramię robotyczne GERS (Gateway External Robotic System) dostarczone przez CSA (Kanada). Będzie wyniesiony rakietą Falcon Heavy razem z PPE. |
| Lunar I-Hab                             | 2028 | ESA (Europa) i JAXA (Japonia)          | Moduł mieszkalny (International Habitat). Dwa moduły mieszkalne HALO i I-Hab zapewnią 4-osobowej załodze łącznie 125 m³ objętości użytecznej. Masa 10 t.                                  |
| Lunar Link                              | 2030 | ESA (Europa)                           | Przeznaczony do zapewnienia łączności. |
| Lunar View                              | 2030 | ESA (Europa)                           | Wyposażony w węzły cumownicze przeznaczone do transportu cargo i paliwa oraz w duże okna widokowe.                                                                                        |
| Crew and Science Airlock                | 2031 | Mohammed bin Rashid Space Centre (ZEA) | Śluza powietrzna. |

Statki transportowe cargo i załogowe, które będą czasowo przyłączane do stacji Gateway:
| Statek    | Funkcja statku | Od roku | Dostawca                                      | Opis |
| --------- | -------------- | ------- | --------------------------------------------- | --- |
| Orion     | Załogowy       | 2025    | NASA (moduł załogowy) i ESA (moduł serwisowy) | Załogowy statek programu Artemis: transport czterech astronautów na trasie Ziemia – orbita Księżyca.                              |
| Dragon XL | Cargo          | 2028    | SpaceX                                        | Statek dostawczy: transport cargo na trasie Ziemia – Gateway. Jego ładowność będzie wynosić ok. 5 t. Rakieta nośna: Falcon Heavy. |
| HTV-XG    | Cargo          | 2030    | JAXA                                          | Statek dostawczy: transport cargo na trasie Ziemia – Gateway.                                                                     |

#### Lądowniki księżycowe

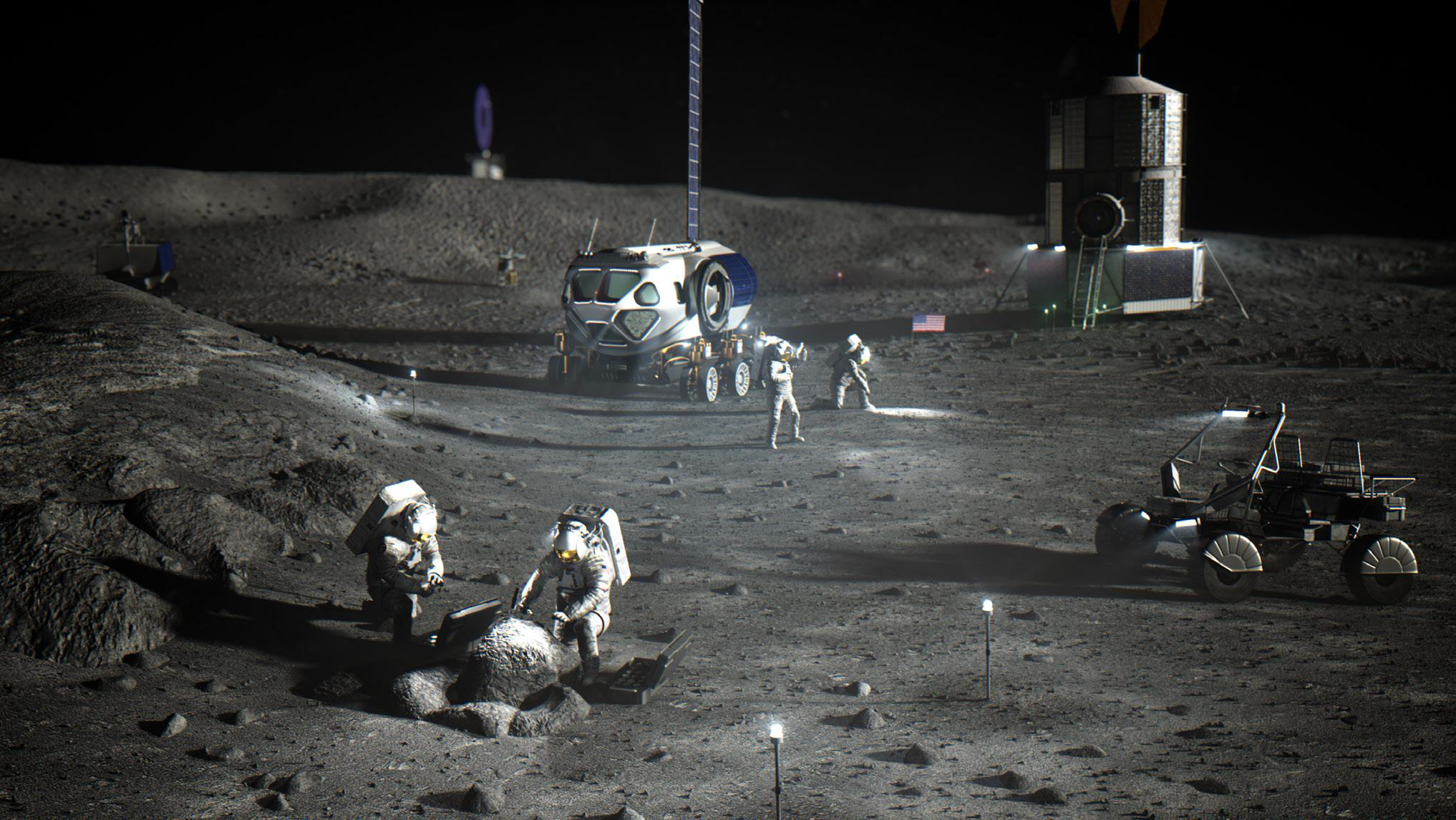
Artemis Base Camp – załogowa baza księżycowa będzie budowana na Księżycu od początku lat 30. (grafika, 2020).

W 2021 r. NASA poinformowała, że lądownik księżycowy do misji Artemis III zostanie zbudowany nie według specyfikacji NASA, ale przez firmę SpaceX na podstawie jej własnego projektu. Będzie on oparty na budowanym obecnie przez tę firmę statku Starship, wynoszonym super ciężką rakietą Super Heavy, jako jego wersja HLS (Human Landing System). Będzie on wykorzystany co najmniej w misjach Artemis III i IV.
W 2022 r. NASA ogłosiła kolejny konkurs na zaprojektowanie i zbudowanie drugiego, konkurencyjnego lądownika, który będzie wykorzystywany w późniejszych misjach od Artemis V. W maju 2023 r. NASA ogłosiła, że zwycięzcą tego konkursu został lądownik Blue Moon, który będzie budowany przez konsorcjum kierowane przez firmę Blue Origin.
Obydwa lądowniki, na budowę których NASA już zawarła kontrakty, będą wykorzystywane w nieco inny sposób niż dawny lądownik księżycowy Lunar Module programu Apollo. Nie będą one dostarczane na orbitę Księżyca razem z głównym statkiem wyprawy, ale dotrą do niego niezależnie, za pomocą własnej rakiety.
Załogowe lądowniki księżycowe:
| Statek       | Od roku | Dostawca          | Opis |
| ------------ | ------- | ----------------- | --- |
| Starship HLS | 2027    | SpaceX (USA)      | Załogowy lądownik księżycowy (4-osobowy): transport na trasie orbita okołoksiężycowa – powierzchnia Księżyca (bez łączenia ze stacją Gateway). Lądownik będzie oparty na konstrukcji Starship jako jego wersja Starship HLS (Human Landing System). Rakieta nośna: SpaceX Super Heavy. |
| Blue Moon    | 2030    | Blue Origin (USA) | Drugi załogowy lądownik księżycowy (4-osobowy) w programie Artemis: transport na trasie stacja Gateway – powierzchnia Księżyca. Rakieta nośna: New Glenn. Planowana jest również wersja cargo tego lądownika.                                                                          |

#### Stacja księżycowa Artemis Base Camp

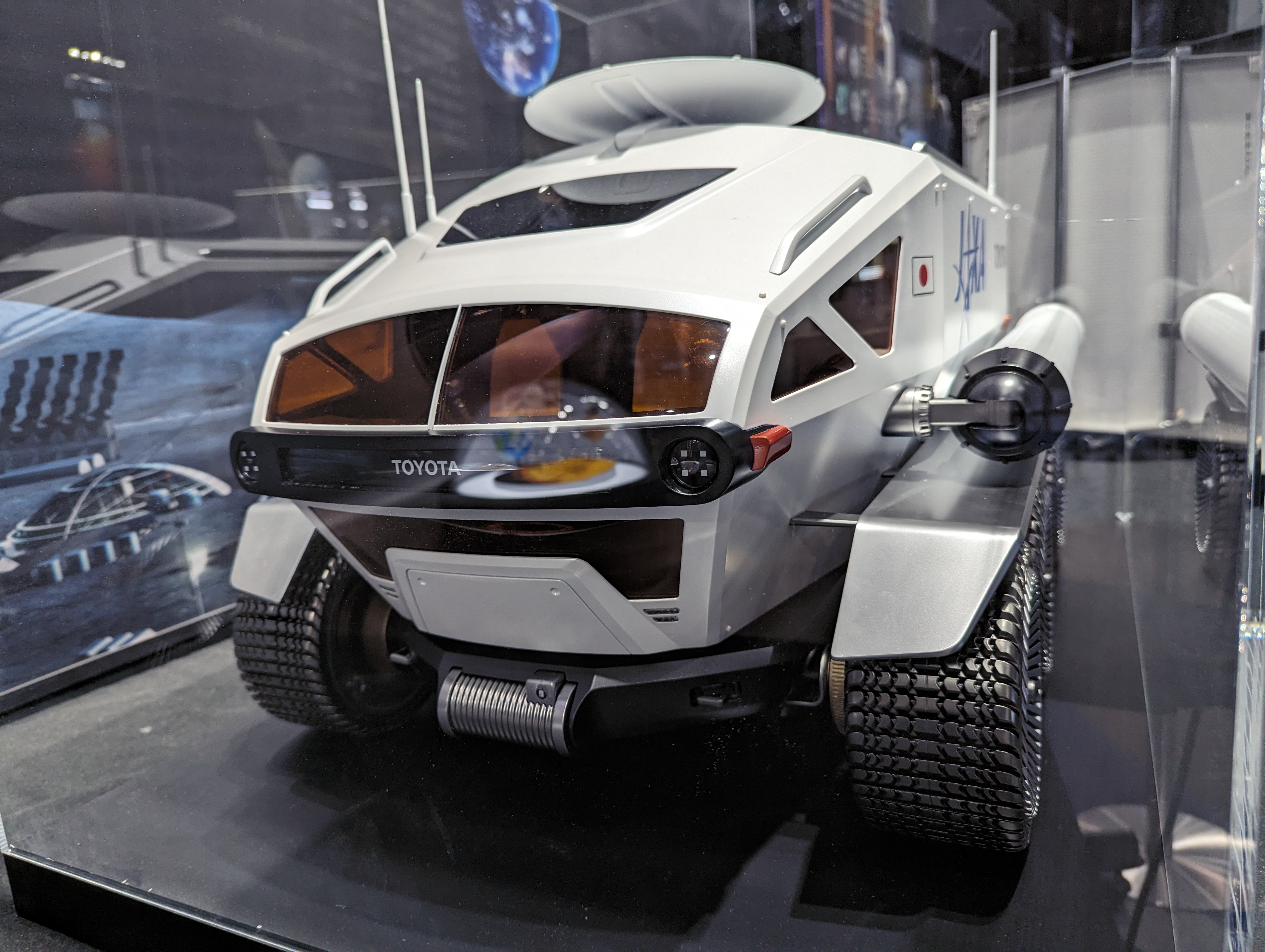
Model hermetyzowanego załogowego łazika księżycowego Lunar Cruiser. Wersja zaprezentowana w 2024 r.

Jednym z celów późniejszych misji na powierzchnię Księżyca będzie założenie tam i eksploatacja stałej bazy powierzchniowej Artemis Base Camp, której budowa ma rozpocząć się na początku lat 30. (obecne plany mówią o 2032 r.). Będzie ona umiejscowiona w okolicach bieguna południowego. Baza będzie składać się z następujących elementów:
- stały moduł mieszkalny Foundational Surface Habitat,
- drugi, mniejszy moduł mieszkalny Multi-Purpose Habitation (MPH) projektowany przez włoskie konsorcjum Thales Alenia Space (masa ok. 15 t, długość 6 m, szerokość 3 m)[37] na zlecenie ESA,
- łazik załogowy Lunar Terrain Vehicle (LTV) (2031),
- hermetyzowany pojazd załogowy Lunar Cruiser projektowany w Japonii przez JAXA i firmę Toyota.

Pobyty astronautów w bazie w pierwszym etapie programu Artemis będą trwały do jednego lub dwóch miesięcy.

#### Obecne (2025 r.) prace nad zmianami w programach załogowych NASA
Na początku maja 2025 r. prezydent Stanów Zjednoczonych ogłosił projekt budżetu NASA na 2026 r., w którym na nowo zdefiniował priorytety dla agencji. Budżet NASA ma być znacznie pomniejszony, co zostanie osiągnięte głównie poprzez ograniczenie lub zamknięcie pewnych programów, w tym załogowego programu księżycowego Artemis – zostanie przerwana budowa dalszych egzemplarzy bardzo ciężkiej rakiety nośnej SLS oraz statku załogowego Orion. Program Artemis ma być kontynuowany tylko do misji Artemis III włącznie. Ponadto ma zostać zaniechana budowa stacji okołoksiężycowej Gateway, a budowane już dla niej moduły zostaną przeznaczone do innych celów. W zamian po raz kolejny w ciągu ostatnich 20 lat ma zostać stworzony nowy program obejmujący eksplorację załogową, tym razem zarazem Księżyca jak i Marsa, który będzie bazował głównie na zleceniach dla wykonawców komercyjnych (prawdopodobnie chodzi głównie o SpaceX). Natomiast program użytkowania stacji ISS na orbicie do 2030 r. ma być kontynuowany. 
Powyższe doniesienia jednak nie są jeszcze oficjalnymi informacjami. Prezydencki projekt budżetu NASA, oraz wszystkich wydatków federalnych, trafi teraz do amerykańskiego parlamentu (Kongresu), gdzie będzie analizowany przez jego obie izby (Izba Reprezentantów i Senat), które nie muszą uwzględniać propozycji prezydenta i przygotują budżet w ostatecznym kształcie. Można jednak spodziewać się, że projekt prezydenta w dużej części zostanie przyjęty do realizacji.

### Loty załogowe Chin

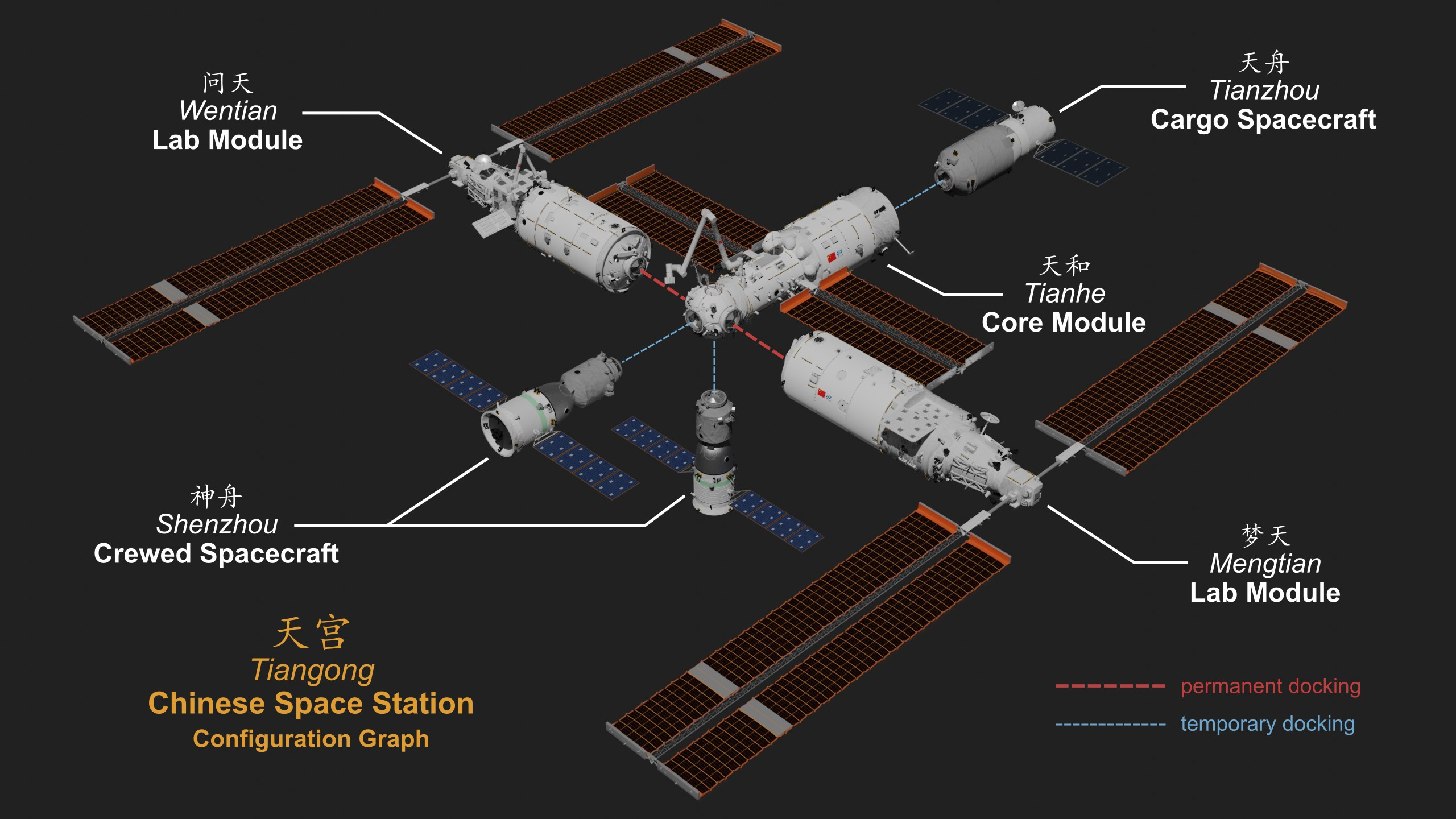
Chińska Stacja Kosmiczna (CSS) po zakończeniu montażu w listopadzie 2022 r. (grafika, 2022).

#### Chińska Stacja Kosmiczna (CSS)
Chiny przeprowadziły w latach 2021–2022 budowę własnej modularnej załogowej Chińskiej Stacji Kosmicznej (CSS), zbliżonej kształtem i rozmiarami do dawnej radzieckiej stacji kosmicznej Mir użytkowanej w latach 1986–2000. Niekiedy używa się też nazwy Tiangong (nazwę tę wcześniej nosiły pojedyncze załogowe moduły laboratoryjne Tiangong 1 i 2). Montaż stacji został zakończony w listopadzie 2022 r. W 2024 r. zostanie umieszczony na orbicie teleskop orbitalny Xuntian, który tylko czasowo będzie dołączany do CSS celem jego serwisowania.
Przewiduje się, że eksploatacja stacji CSS będzie odbywała się przez 15 lat, a finalnie będzie składać się z sześciu stałych modułów, z których trzy zostaną dołączone w drugim etapie rozbudowy. Wówczas masa całkowita stacji wyniesie ok. 180 t, co będzie stanowić ok. 1/3 obecnej masy ISS.
Moduły stacji CSS:
| Moduł    | Rok              | Opis                                                                         |
| -------- | ---------------- | ---------------------------------------------------------------------------- |
| Tianhe   | 2021             | Moduł główny                                                                 |
| Wentian  | 2022             | Moduł laboratoryjny 1                                                        |
| Mengtian | 2022             | Moduł laboratoryjny 2                                                        |
| Xuntian  | 2027 (planowany) | Teleskop kosmiczny przyłączany czasowo do CSS dla serwisowania (bezzałogowy) |
| ?        | ?                | Planowane kolejne trzy moduły wielofunkcyjne                                 |

Trzyosobowe zmiany załóg CSS są wymieniane statkami Shenzhou dwa razy w roku, podobnie jak na stacji ISS. Pierwotnie przewidywano, że na chińskiej stacji będą pracować także astronauci z innych krajów, w tym z ESA. Jednak obecnie nie ma informacji o przygotowaniach do lotów przedstawicieli krajów np. azjatyckich czy arabskich, natomiast dzięki programowi NASA umożliwiającego dostęp do ISS astronautów, oraz pracom nad komercyjnymi stacjami ze Stanów Zjednoczonych oraz z krajów ESA i innych, nie wydaje się, by nadal istniało zainteresowanie taką możliwością ze strony NASA i ESA.

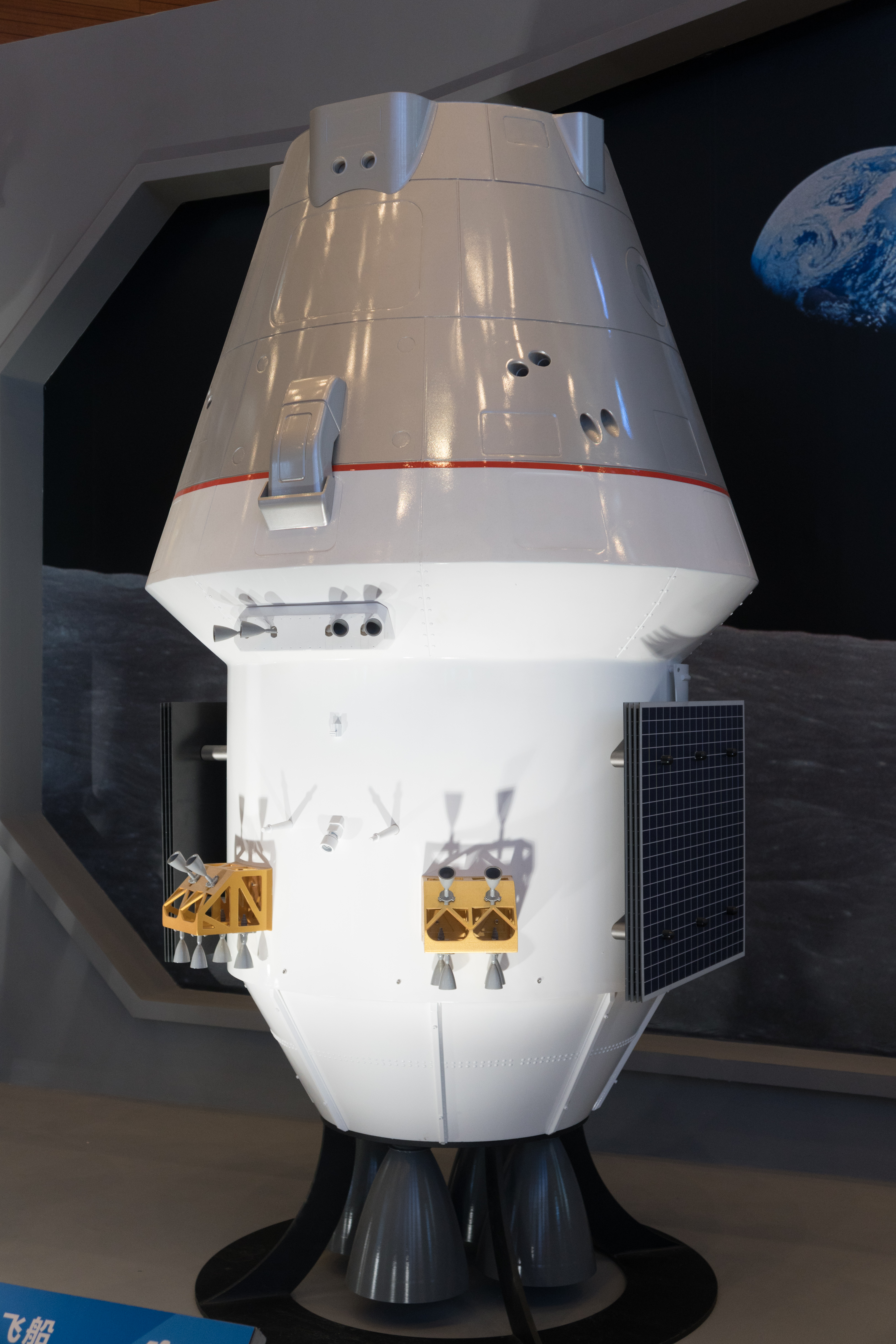
Model nowego chińskiego statku załogowego Mengzhou (2023).

Statki załogowe i zaopatrzeniowe, czasowo cumujące do stacji CSS:
| Statek   | Od roku          | Opis                                                                     |
| -------- | ---------------- | ------------------------------------------------------------------------ |
| Shenzhou | 2021 (w służbie) | Trójosobowy statek załogowy                                              |
| Tianzhou | 2021 (w służbie) | Statek zaopatrzeniowy                                                    |
| Mengzhou | ok. 2027–2028    | Nowy statek załogowy, obecnie na etapie testów                           |
| Qingzhou | ok. 2025         | Nowy, komercyjny statek zaopatrzeniowy                                   |
| Haolong  | ?                | Nowy, komercyjny statek zaopatrzeniowy. Będzie to niewielki wahadłowiec. |

#### Dalsze zamierzenia: Księżyc
W połowie lat 20., planowane jest wdrożenie nowej kapsuły załogowej Mengzhou, która poza rutynowymi wymianami załóg CSS, będzie wykorzystywana także do załogowych lotów na Księżyc, których rozpoczęcie planowane jest na początek lat 30. Pierwszy bezzałogowy test nowego statku odbył się w 2020 r., ale test załogowy jeszcze się nie odbył. Zestaw Mengzhou z lądownikiem księżycowym Lanyue koncepcją i parametrami przypomina dawny amerykański program Apollo, czyli kapsułę Apollo z lądownikiem LM.
Nowy typ statku ma zastąpić obecnie używane statki Shenzhou, jednak z doniesień wynika, że będą one w użyciu jeszcze co najmniej do 2025 r. Nowy statek będzie mógł zabrać na orbitę do 6 członków załogi, a pierwszy lot załogowy spodziewany jest w latach 2027-2028. Mengzhou będą budowane w dwóch wersjach: lżejszej – przeznaczonej do lotów na niską orbitę okołoziemską, czyli do CSS, oraz cięższej – służącej do dalszych lotów, przede wszystkim na Księżyc. Wersje te pod względem funkcjonalnym będą odpowiednikami obecnych amerykańskich statków, odpowiednio Crew Dragon i Orion.
W 2023 r. Chiny oświadczyły, że pierwsze załogowe lądowanie na Księżycu zostanie przeprowadzone jeszcze przed 2030 r. Misja ma zostać przeprowadzona z wykorzystaniem dwóch rakiet Chang Zheng 10 (CZ-10), które oddzielnie umieszczą na orbicie okołoksiężycowej statek Mengzhou i lądownik Lanyue. CZ-10 jest projektowaną nową, ciężką rakietą nośną o udźwigu 70 t na LEO, której koncepcja powstała na skutek opóźnień w pracach nad super-ciężką rakietą CZ-9 (ok. 150 t na LEO), która ma być odpowiednikiem amerykańskiej SLS.

#### Międzynarodowa Księżycowa Stacja Badawcza (ILRS)
W 2021 r. Chiny razem z Rosją ogłosiły realizację wspólnego projektu Międzynarodowej Księżycowej Stacji Badawczej (International Lunar Research Station, ILRS), którego finalnym celem jest budowa i eksploatacja stacji załogowej na powierzchni Księżyca. Projekt ten ma stanowić przeciwwagę dla amerykańskiego porozumienia Artemis Accords zainicjowanego przez USA w 2020 r., dotyczącego załogowej eksploracji Księżyca, do udziału w którym Chiny nie zostały zaproszone, natomiast Rosja, która wcześniej wycofała się z udziału w programie księżycowym Artemis twierdząc, że przypisano jej zbyt małą rolę, negatywnie oceniła to porozumienie z powodu dominującej w nim roli Stanów Zjednoczonych.

Do udziału w projekcie ILRS zostały zaproszone wszystkie chętne państwa – dotąd zdecydowało się na przystąpienie do niego siedem krajów znajdujących się w strefie wpływów państw inicjatorów projektu. Prace nad konstrukcją stacji na powierzchni Księżyca mają rozpocząć się w 2031 r. poprzez umieszczanie na nim jej poszczególnych elementów. Głównym narzędziem do realizacji tych prac ma być projektowana superciężka chińska rakieta nośna Chang Zheng 9. Według oryginalnych planów projektu, pierwsza załogowa misja do ILRS może odbyć się najwcześniej w 2036 r.

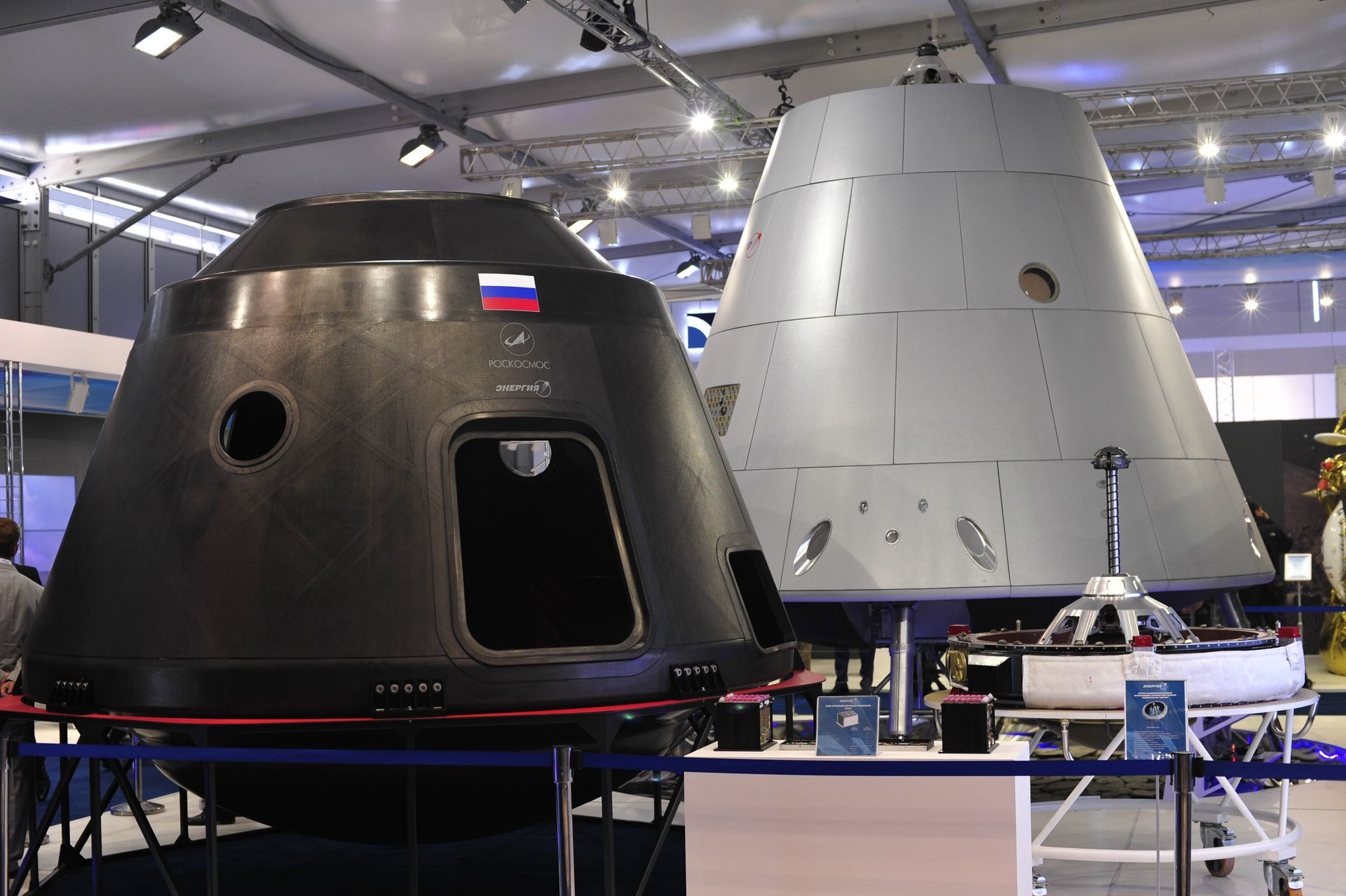
Makiety statku Orzeł (2015).

### Loty załogowe Rosji (Roskosmos)

#### Loty do ISS
Od 2020 r., czyli po wdrożeniu amerykańskich statków budowanych w ramach programu CCP, operacyjne misje Sojuzów do ISS odbywały się co pół roku,  a od 2025 r. co 9 miesięcy. Co jakiś czas mówi się o odrębnych lotach turystycznych, ale po agresji Rosji na Ukrainę zamierzania te nie są realizowane. Nie przewiduje się innych zastosowań statków Sojuz, a po wdrożeniu nowych statków Orzeł ten typ statku zostanie wycofany.

#### Nowy statek załogowy Orzeł
Na 2028 r. zapowiadany jest pierwszy załogowy test nowego rosyjskiego statku o nazwie Orzeł (Орёл), przeznaczonego do obsługi lotów na rosyjską stację orbitalną ROS. Będzie to kapsuła o funkcjonalności zbliżonej do amerykańskiego Dragona, ale planowane jest jej wykorzystanie także do lotów w dalszy kosmos, w tym załogowych lotów na Księżyc na początku lat 30. Ponieważ budowa statku jest wciąż na wczesnym etapie, spodziewane są znaczne opóźnienia w jego wejściu do służby.

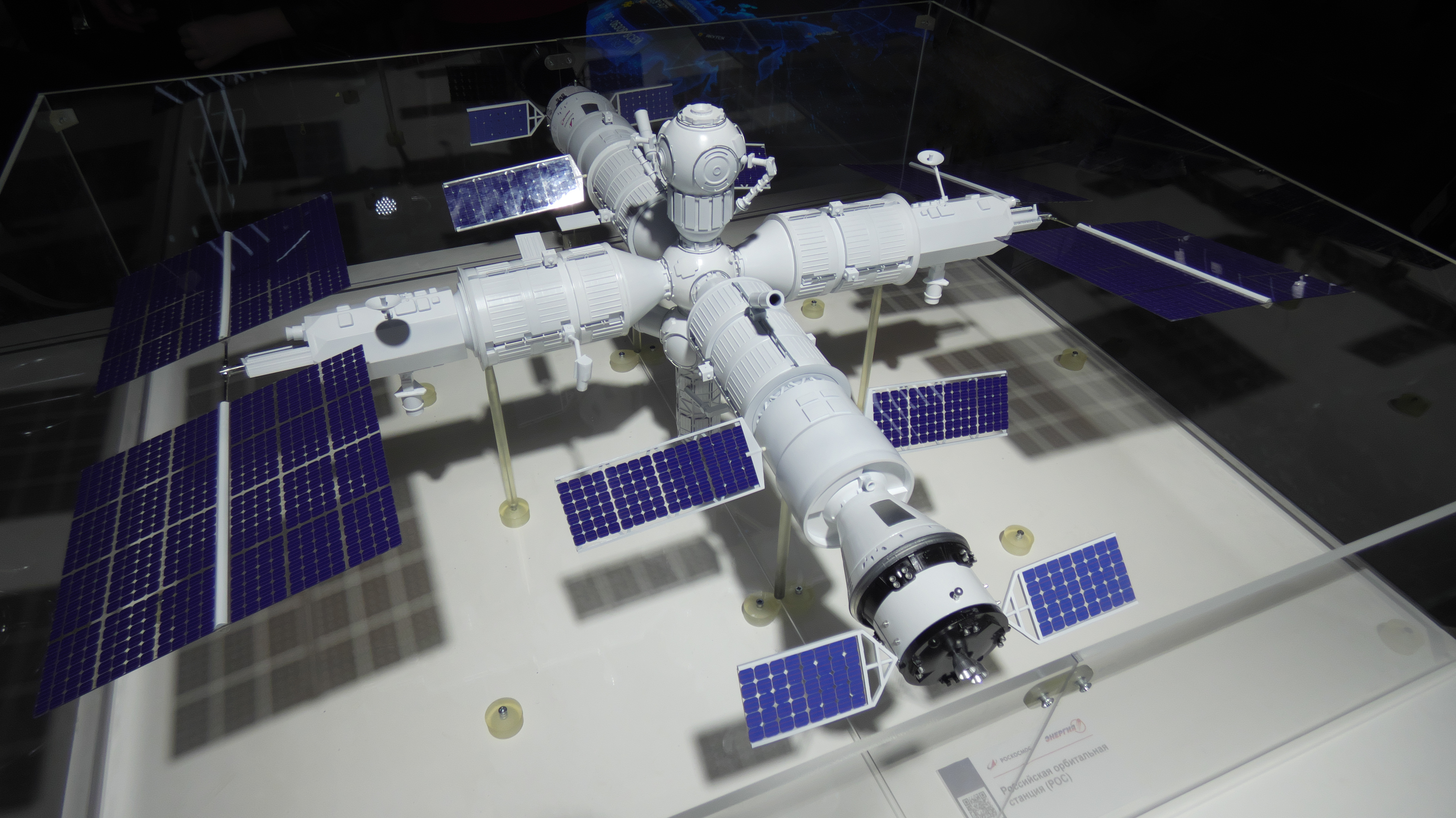
Model stacji ROS (2022).

#### Rosyjska stacja orbitalna ROS (planowana po zakończeniu programu ISS)

Model indyjskiej stacji orbitalnej Bharatiya Antariksha Station (2023).

Po zakończeniu w 2030 r. programu międzynarodowej stacji ISS, Roskosmos zapowiada budowę na orbicie okołoziemskiej własnej stacji ROS (Российская орбитальная станция, Rosyjska Stacja Orbitalna). Stacja ma znajdować się na orbicie o dużym nachyleniu wynoszącym aż 97-98° (nachylenie orbity ISS wynosi ok. 52°), co umożliwi bezpośrednią obserwację całego globu. Taka orbita uniemożliwi wykorzystanie do budowy ROS żadnych modułów obecnie dołączonych do ISS, w tym Nauki i Priczała przyłączonych do ISS dopiero w 2021 r. W związku z tym głównymi modułami nowej stacji będą dwa moduły NEM (Нау́чно-энергети́ческий мо́дуль): konstruowany obecnie NEM-1, który ma zapewnić zasilanie, a później NEM-2, który stanie się głównym modułem utworzonej w ten sposób samodzielnej stacji orbitalnej. Wcześniej w centrum stacji znajdzie się moduł węzłowy oparty na konstrukcji modułu Priczał znanego z ISS. Transport załóg ma odbywać się nowym statkiem Orzeł.
Moduł NEM-1 ma znaleźć się na orbicie w 2027 r., a dwa następne w latach 2028 i 2029. ROS wielkością i kształtem będzie przypominał dawną radziecką stację Mir. Jego masa ma wynosić 55 t, pojemność użyteczna 217 m³, przewidziana jest 2-osobowa załoga. Po 2030 r. planowana jest rozbudowa stacji do ok. 122 t i zwiększenie załogi do 4 osób.

W 2022 r. Roskosmos poinformował, że stacja będzie pracować głównie w trybie automatycznym, a loty załogowe będą odbywały się do niej tylko w celu przeprowadzania napraw i wymian sprzętu, czego głównym powodem mają być oszczędności. W 2025 r. potwierdzono, że pierwszy moduł nowej stacji (NEM-1) zostanie umieszczony na orbicie polarnej w grudniu 2027 r. za pomocą rakiety Angara A5M.

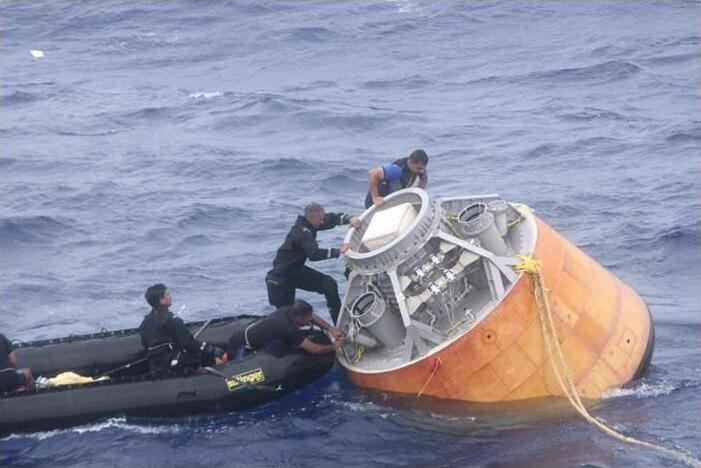
Indyjska kapsuła załogowa po bezzałogowym locie testowym (2014).

### Loty załogowe Indii
Nad własnym programem załogowym pracują także Indie (Indyjska Organizacja Badań Kosmicznych, ISRO). Oficjalnie program załogowy ogłoszono w 2018 r. Rakietą nośną do wynoszenia lekkiej trzyosobowej kapsuły Gaganyaan będzie LVM3 (Launch Vehicle Mark-3, dawna nazwa: GSLV MkIII). Pierwszy lot z jednym lub dwoma astronautami na pokładzie, poprzedzony dwoma lotami bezzałogowymi, odbędzie się nie wcześniej niż w 2027 r. W 2024 r. przedstawiono czterech astronautów, którzy przeszli ogólne przeszkolenia astronautyczne w Rosji. Spośród nich jeden lub dwóch weźmie udział w pierwszym locie załogowym Gaganyaan, a inny obecnie bierze udział w komercyjnej misji do ISS na pokładzie amerykańskiego statku.
Niektóre amerykańskie firmy biorące udział w programie Commercial LEO Destinations (CLD) są zainteresowane przyszłym wykorzystaniem statku Gaganyaan do obsługi prywatnych stacji orbitalnych, w tym stacji Starlab. Powodem są stosunkowo niskie ceny indyjskich usług kosmicznych, ale także konkurencja pomiędzy poszczególnymi uczestnikami programu, którzy nie chcą korzystać z usług konkurentów.
W dalszych planach ISRO, jeśli zostanie pomyślnie zrealizowany program Gaganyaan, jest zbudowanie indyjskiej stacji kosmicznej Bharatiya Antariksh Station (BAS). Pierwszy jej moduł o masie ok. 8 t zostanie umieszczony na orbicie w 2028 r. tą samą rakietą nośną LVM3 co Gaganyaan. Będzie to moduł działający automatycznie, do którego astronauci będą przybywać na krótkotrwałe pobyty. Stacja będzie składała się najpierw z dwóch niewielkich modułów, i zostanie rozbudowywana po oddaniu do użytku znacznie silniejszej rakiety NGLV (Next Generation Launch Vehicle), którą można będzie wynosić ładunki o masie nawet ponad 20 t. Budowa ma zostać ukończona w 2035 r. Stacja będzie składać się wówczas z pięciu modułów, a jej całkowita masa wyniesie ok. 52 t. W dalszej perspektywie zapowiedziano załogowe lądowanie na Księżycu ok. 2040 r.

### Loty załogowe innych krajów
Własne korpusy astronautów utrzymują także: Europa (kraje zrzeszone w Europejskiej Agencji Kosmicznej), Japonia oraz Kanada, których astronauci od początku biorą udział w pracach stałych załóg stacji ISS korzystając z transportu na pokładzie statków amerykańskich i rosyjskich. Udział astronautów z tych krajów przewidziany jest także w programie księżycowym Artemis, w tym w budowie stacji okołoksiężycowej Gateway oraz w lądowaniach na Księżycu. Ponadto ESA zawarła komercyjne porozumienie z firmą Axiom Space na udział europejskich astronautów w lotach tej firmy na ISS statkami Crew Dragon.
Własny korpus astronautów utworzyły także Zjednoczone Emiraty Arabskie (ZEA), z których astronauci na razie sporadycznie uczestniczą w lotach załogowych we współpracy z NASA i Rosją. W 2023 r. odbył się pierwszy długotrwały, półroczny pobyt arabskiego astronauty z ZEA na ISS w załodze statku Crew Dragon (misja Crew-6). Na początku 2024 r. ZEA zostały włączone w księżycowy program Artemis, w ramach którego zbudują śluzę powietrzną dla stacji okołoksiężycowej Gateway.
Inne państwa sporadycznie wykupują pojedyncze miejsca na statkach amerykańskich (a w przyszłości może także na chińskich). Najczęściej loty te, finansowane przez narodowe agencje kosmiczne, obejmują krótkotrwałe pobyty na ISS organizowane przez firmę Axiom Space.

### Loty polskich astronautów
Polska nie ma własnego załogowego programu kosmicznego, jedynie bardzo sporadycznie korzysta z możliwości wysłania w kosmos swojego astronauty. Pierwszy taki lot odbył się w 1978 r., gdy Mirosław Hermaszewski wziął udział w misji do radzieckiej stacji orbitalnej Salut 6 w ramach sowieckiego programu Interkosmos na pokładzie statku Sojuz 30. Program Interkosmos miał charakter przede wszystkim propagandowy, gdyż odbywał się zaledwie kilkanaście lat po pionierskim locie Jurija Gagarina, i w jego ramach Związek Radziecki wysyłał w kosmos pojedynczych przedstawicieli krajów tzw. bloku wschodniego powiązanych politycznie i gospodarczo ze Związkiem Radzieckim, najczęściej pilotów wojskowych. W ten sposób Polska stała się zaledwie czwartym krajem na świecie, którego obywatel odbył lot kosmiczny; decyzją sowieckich władz Hermaszewskiego w ramach Interkosmosu ubiegł astronauta z ówczesnej Czechosłowacji. W późniejszych latach odbyły się loty astronautów z kolejnych krajów tego bloku.

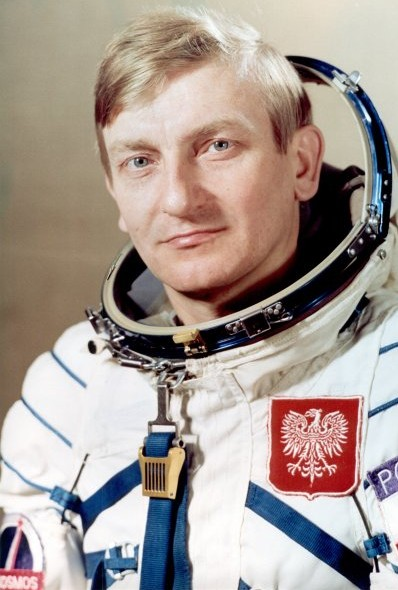
M. Hermaszewski
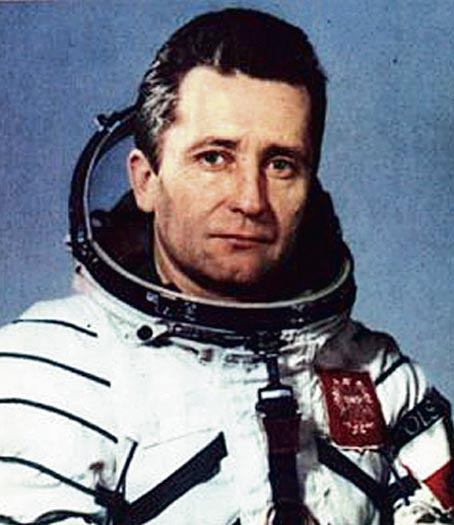
Z. Jankowski
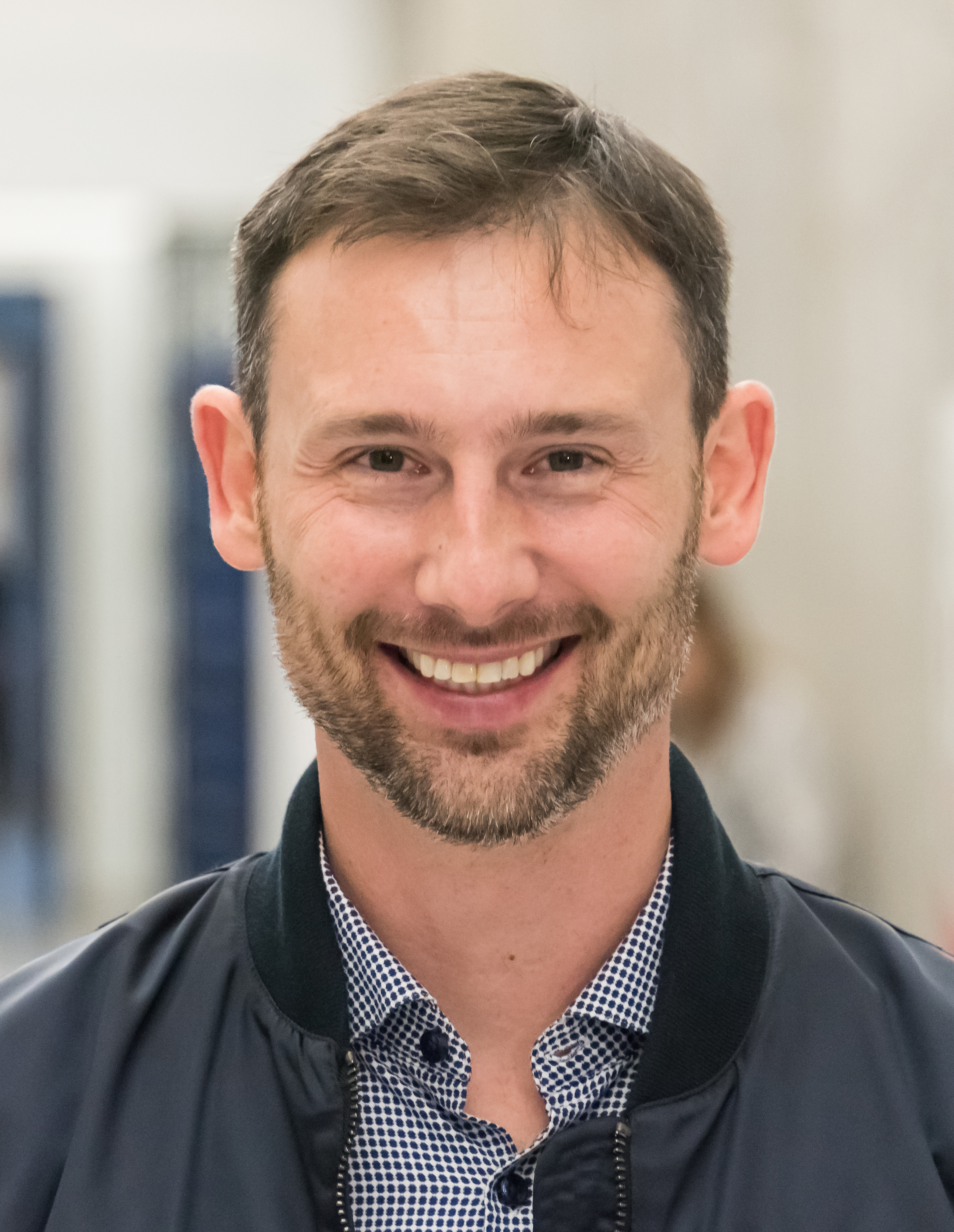
S. Uznański-Wiśniewski

Następna wyprawa polskiego astronauty na orbitę okołoziemską odbyła się dopiero po 47 latach od lotu M. Hermaszewskiego i trwała od 25 czerwca do 15 lipca 2025 r. Możliwości aktywnego uczestnictwa Polski w załogowych programach kosmicznych ponownie pojawiły się po przystąpieniu kraju do Europejskiej Agencji Kosmicznej (ESA) w 2012 r.. Misja Axiom 4 wystartowała na amerykańskim statku Crew Dragon firmy SpaceX, który dostarczył 4-osobową załogę na Międzynarodową Stację Kosmiczną (ISS). Misja odbyła się w ramach programu NASA komercjalizacji ISS. W jej składzie znalazł się projektowy (rezerwowy) astronauta ESA, dr inż. Sławosz Uznański-Wiśniewski ("Suave"). Praktycznym celem jego misji było przeprowadzenie serii eksperymentów badawczych na pokładzie ISS, które zostały przygotowane przez polskie zespoły naukowe, a także rozpropagowanie możliwości przemysłu kosmicznego wśród polskich przedsiębiorstw oraz młodzieży. Udział S. Uznańskiego-Wiśniewskiego w locie był sfinansowany przez polski rząd.
Astronauci z Polski, którzy odbyli albo przygotowywali się do lotu w kosmos:
| L.p. | Astronauta                             | Rok lotu | Program                              | Statek             | Misja             | Miejsce docelowe |
| ---- | -------------------------------------- | -------- | ------------------------------------ | ------------------ | ----------------- | ---------------- |
| 1    | Mirosław Hermaszewski (1941–2022)      | 1978     | Interkosmos                          | Sojuz              | Sojuz 30          | Salut 6          |
| -    | Zenon Jankowski (ur. 1937)             | 1978     | Interkosmos                          | Sojuz              | Sojuz 30 (dubler) | Salut 6          |
| 2    | Sławosz Uznański-Wiśniewski (ur. 1984) | 2025     | Komercyjny program firmy Axiom Space | SpaceX Crew Dragon | Axiom 4           | ISS              |